# Casa Gómez de Cervantes
La Casa de Gómez de Cervantes es una casa nobiliaria novohispana, originaria de la corona de Castilla y descendiente del Condado de Castellar, que llegó a la antigua Nueva España, hoy México, de la mano de Hernán Cortés, durante la conquista de Tenochtitlan en el siglo XVI. La familia Gómez de Cervantes se distinguió desde su llegada en la época de la conquista y siguió siendo prominente hasta el fin del Virreinato de la Nueva España, a principios del siglo XIX, en la que miembros de la décima generación firmaron el Acta de Independencia del Imperio Mexicano.
El fundador de la casa dentro de los territorios de la Nueva España fue Juan de Cervantes Casaus, sin embargo su suegro y a la vez primo de su padre, el comendador Leonel de Cervantes Tello, llegó en la primera expedición y participó en la conquista del Imperio azteca con Hernán Cortés. Las dos ramas de la familia acabaron entroncando con el matrimonio de Juan de Cervantes y Casaus y Luisa de Cervantes Lara y Andrada, hija de Leonel de Cervantes.
A lo largo del Virreinato, la casa entroncó con múltiples casas nobiliarias novohispanas, y descendientes de varios conquistadores como el Capitán Antonio de Carvajal y Tapia, Bernardino Vázquez de Tapia, Fernando de Xeréz o Pedro de Sotomayor, etc. También entroncaron con la alta nobleza castellana al descender del Virrey Luis de Velasco y Castilla, perteneciente a la antigua Casa de Velasco, Grandes inmemoriales de España, Duques de Frías y Condestables de Castilla. Esto a su vez los emparentó con la Casa Real de Castilla, al ser descendientes del Rey Pedro I de Castilla. Del resto de la Casa de Cervantes que se mantuvo en la madre patria nacería en 1547, el máximo exponente de la literatura española, Don Miguel de Cervantes Saavedra.
Al final del Virreinato de la Nueva España llegaron a ostentar diversos títulos nobiliarios, al entroncar con los Altamirano de Velasco, heredando el Condado de Santiago de Calimaya, el Marquesado de Salinas del Río Pisuerga, de Santa Fe de Guardiola, de Rivas Cacho y de Salvatierra de Peralta. Siendo los primeros dos, el segundo y tercer títulos más antiguos de la Nueva España, así como uno de los más antiguos de América; solo después del Marquesado del Valle de Oaxaca, otorgado a Hernán Cortés.
Al día de hoy, descendientes del linaje aún viven en México.

## Orígenes
Los orígenes de los Gómez de Cervantes se remontan agnadamente a la Iglesia de Omnium Sanctorum en Sevilla. La familia tenía un importante estatus social, y varios de sus miembros fueron regidores del ayuntamiento, caballeros de Santiago e incluso uno de ellos, Juan de Cervantes y Bocanegra, llegó a ser Obispo y Cardenal y esta enterrado en la capilla de San Hermenegildo de la catedral de Sevilla. Juan de Cervantes era hijo de Gonzalo Gómez de Cervantes (Veinticuatro de Sevilla) y Beatriz Bocanegra, hija a su vez del Almirante Mayor de Castilla Ambrosio Bocanegra, ambos estaban enterrados en la Iglesia de Todos los Santos de Sevilla, descendientes de almirantes genoveses bajo el Rey Alfonso XI de Castilla.
Sus ancestros provienen de alta sangre, que viene de ricohombres del Reino de Castilla y León que se llamaban Munios y Aldefonsos, que fueron avanzando hacia el sur, conforme a la reconquista, llegando a participar con el Rey Fernando el Santo en la reconquista Sevilla y Baeza.

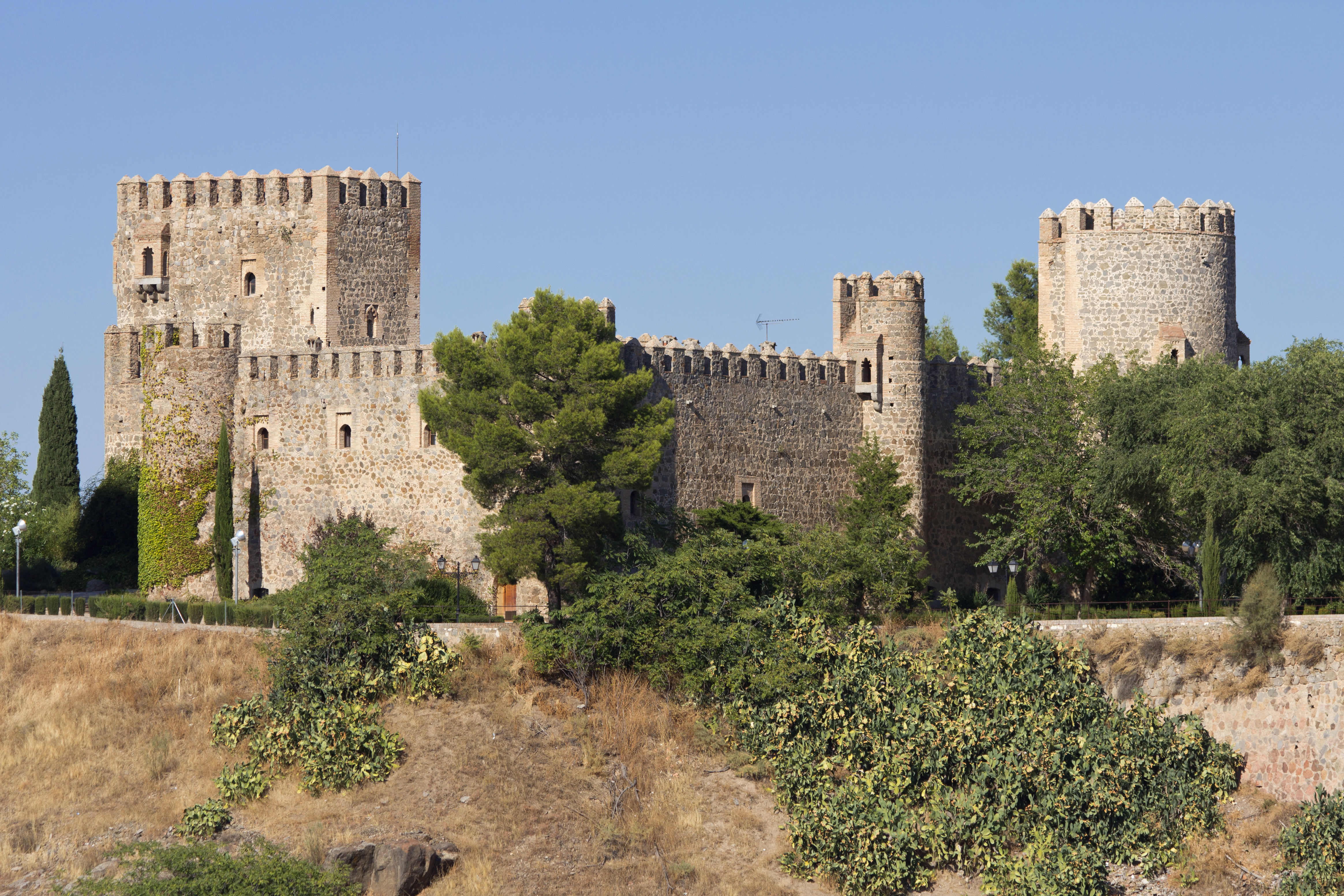
Castillo de San Servando.
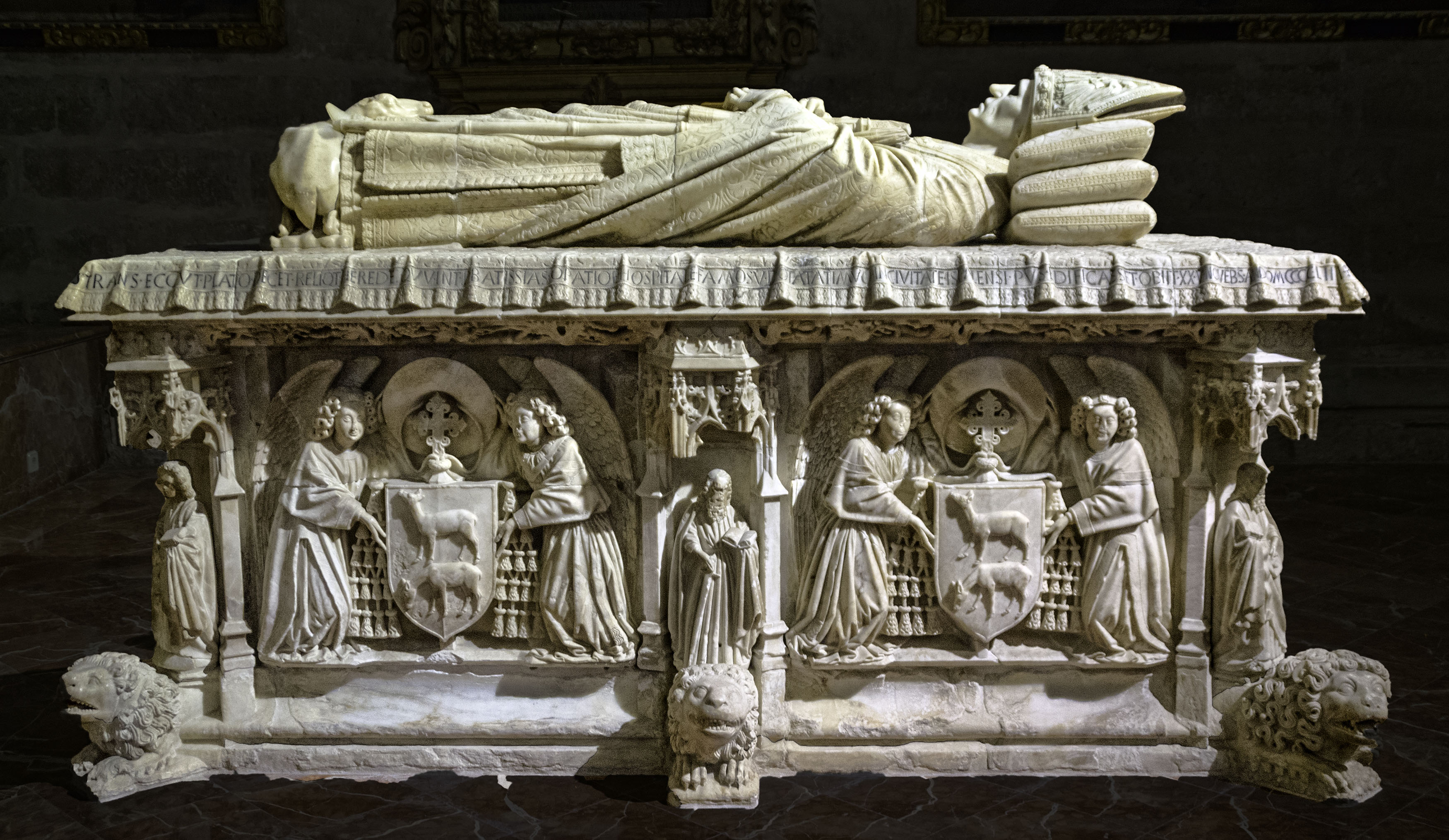
Sepulcro del cardenal Cervantes, en la capilla de San Hermenegildo en la catedral de Sevilla, tallado por Lorenzo Mercadante de Bretaña.
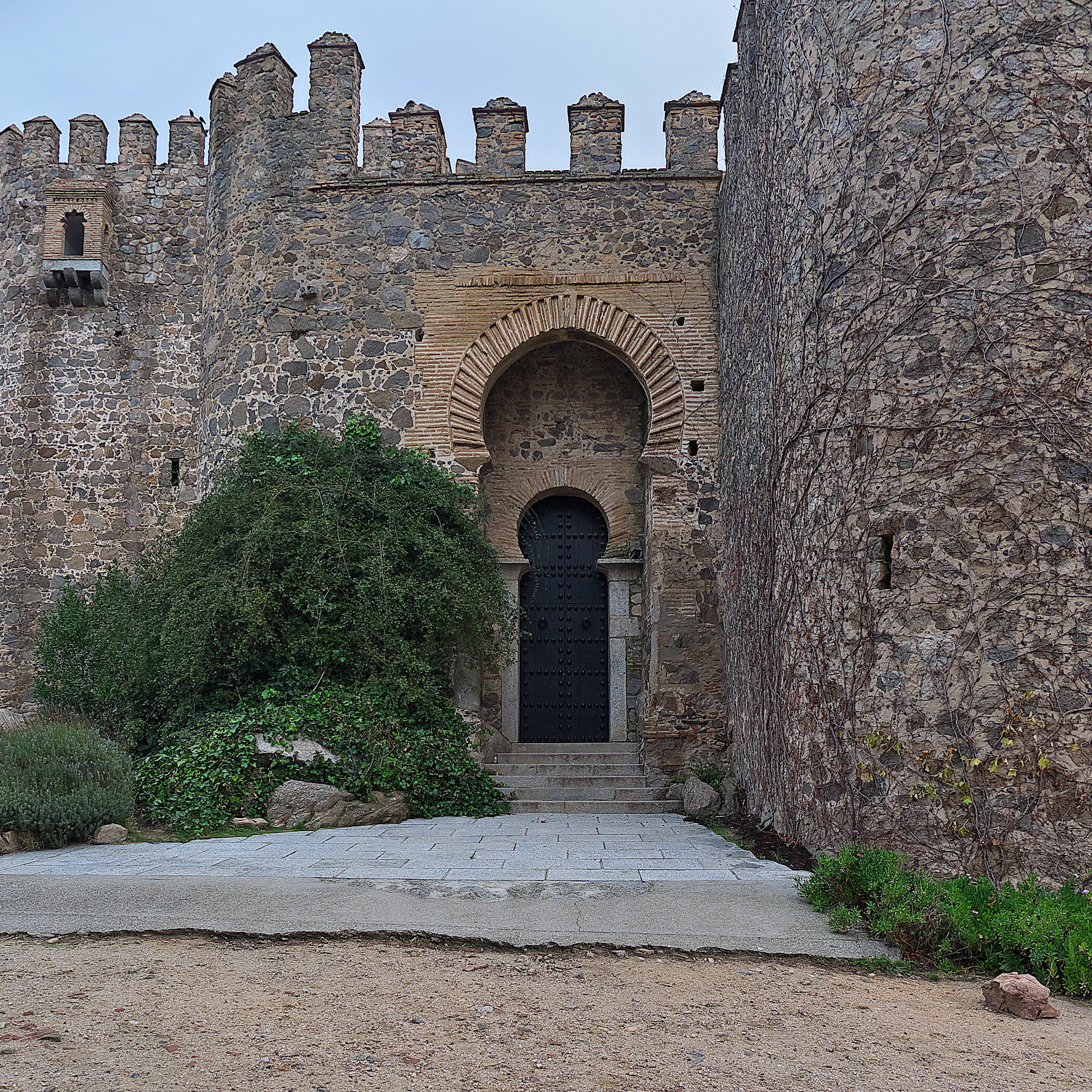
Portal del castillo de San Servando
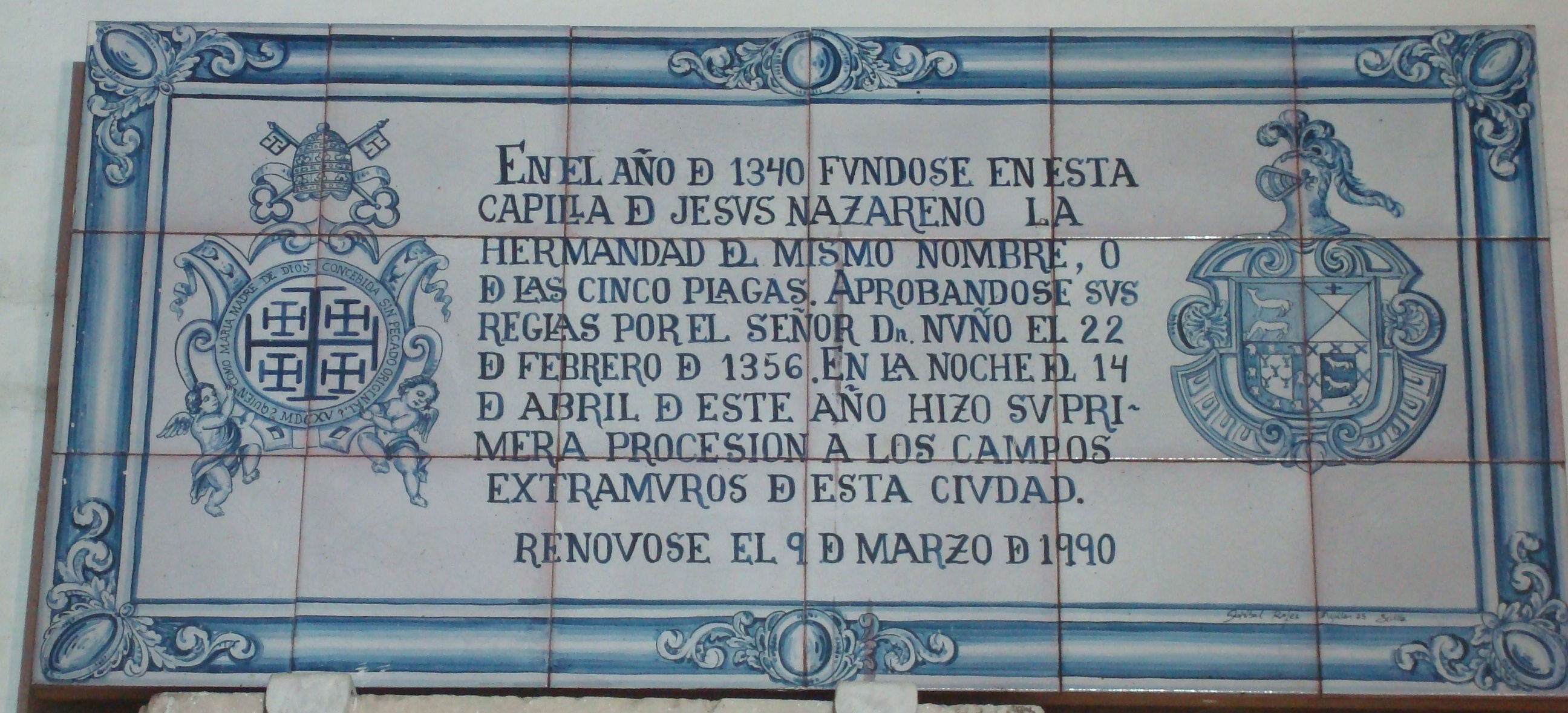
Placa de la Hermandad del Silencio (Sevilla)
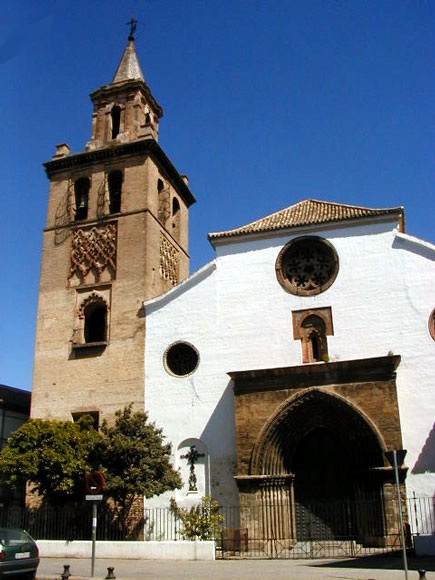
Iglesia de Omnium Sanctorum en Sevilla.

El origen del apellido, toponímico, se basa en el Castillo de San Servando, en Toledo, que fue conquistado y reedificado en el siglo XIII por los Cervantes. Sin embargo otras versiones mencionan que proviene del pueblo de Cervantes en Lugo.

## Conquista del Nuevo Mundo
El origen de la línea novohispana empieza con Gonzalo de Cervantes, que fue corregidor de Jerez de la Frontera y de Cartagena en 1501 y al parecer participó en la Guerra de Granada. Gonzalo de Cervantes casó con Francisca de Casaus, que igualmente descendía de una casa de la nobleza sevillana, y procrearon seis hijos; todos bautizados en la Iglesia familiar de Omnium Sanctorum en Sevilla. Uno de ellos, Juan de Cervantes Casaus, nacido en Sevilla en 1510 y fallecido en 1564 en la Ciudad de México, fue el fundador de la línea novohispana; estableciéndose permanentemente en el Virreinato de la Nueva España a partir de 1524. Antes de partir al Nuevo Mundo Juan de Cervantes estuvo al servicio del Rey de Castilla. Asistió al rey a suprimir la revuelta de los comuneros entre 1520 y 1521. Posteriormente en la Coruña, ayudó a organizar la flota que salió a Flandes. Por sus servicios, el Rey le otorgó un cargo en Puerto Rico, de donde pasó a la América continental. En 1524 fue nombrado factor real en Pánuco, con el título adicional de gobernador y capitán general. Posteriormente se trasladó a la capital del recién establecido Reino de la Nueva España, donde se desempeñó como alcalde ordinario de la Ciudad de México, residiendo en la actual calle de Allende 7, donde al día de hoy existe una placa marcando su solar.

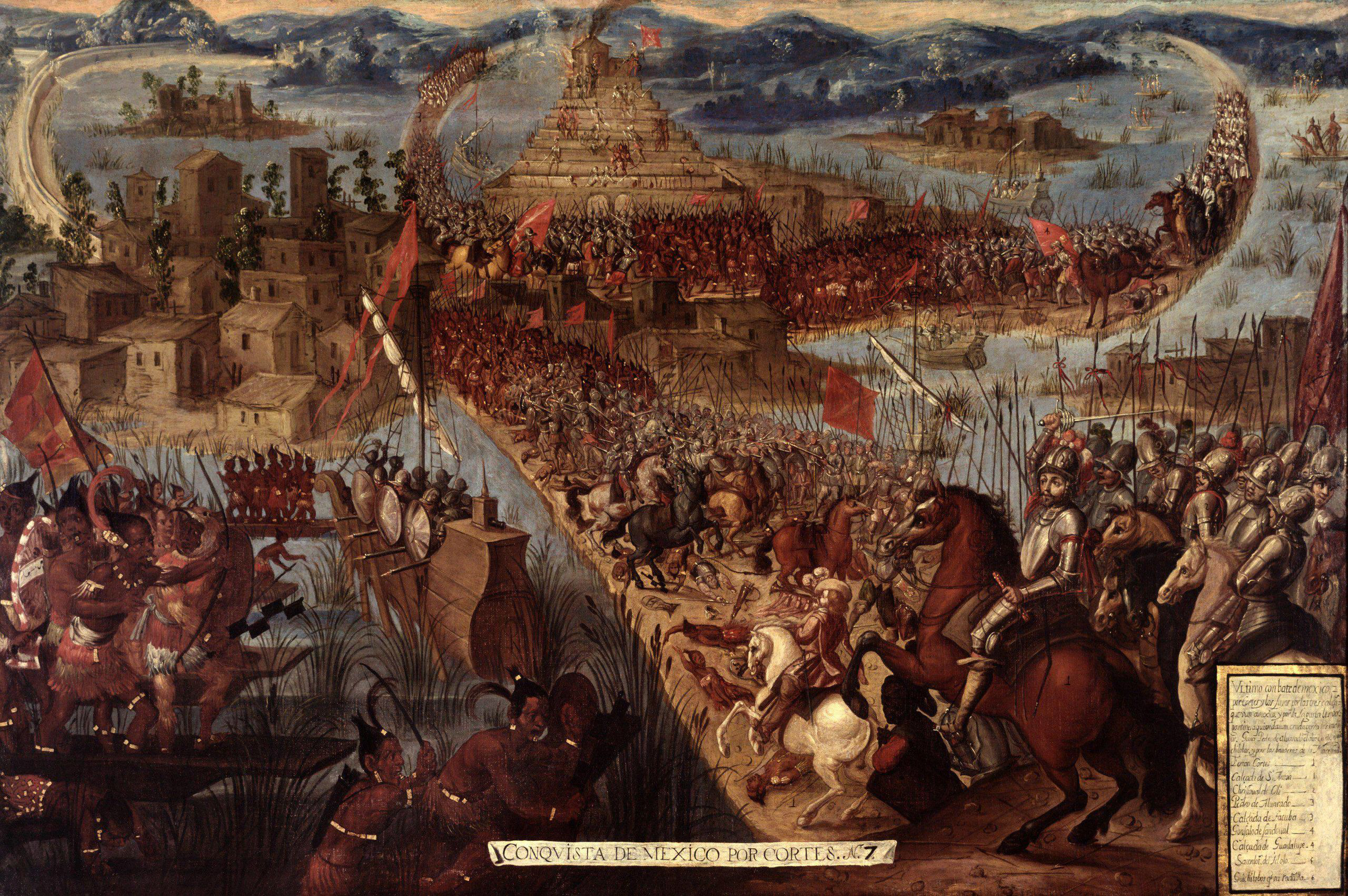
El sitio de Tenochtitlan, durante la Conquista de México, en la cual Leonel de Cervantes formó parte.

El otro Cervantes que pasó a las Indias Occidentales, fue Leonel de Cervantes Tello, que decía ser comendador de la Orden de Santiago. Esta rama estaba establecida en Extremadura y en casó en Burguillos con Leonor de Andrada, con la que tuvo una larga descendencia. Leonel de Cervantes estaba establecido en Cuba; al enterarse el gobernador de Cuba, Diego Velázquez de Cuéllar, que Hernán Cortés había desobedecido sus órdenes, organizó una expedición para capturarlo. Esta expedición estaba encabezada por Pánfilo de Narváez, a la que Leonel de Cervantes Tello, se unió. Al desembarcar en las costas de Veracruz, apoyó al bando de Cortés y participó en el sitio de México-Tenochtitlan. Regresó a España, y después de una corta estancia regresó al Nuevo Mundo junto con su esposa e hijos, donde finalmente se estableció y afincó, donde fue alcalde y regidor de la Ciudad de México. También recibió las encomiendas de Atlapulco y Jalatlaco, como fue usual para los que participaron en la conquista. 
Casó a sus hijas con otros conquistadores, como el capitán Alonso de Aguilar y Córdoba, el capitán Pedro de Ircio, el regidor y alférez real, Alonso de Villanueva, el capitán Juan de Villaseñor, visitador de la Nueva España, Francisco de Velasco, hermano del virrey Luis de Velasco, etc. El clan estableció más adelante más alianzas matrimoniales con distintos conquistadores, como Antonio de Carvajal, que capitaneó uno de los bergantines en el sitio a Tenochtitlan por el lago de Texcoco. También con Fernando de Xerez, conquistador de Michoacán y encomendero de Zacapu. Así, por medio de alianzas matrimoniales, el clan se convirtió en uno de los más importantes, creando ligas de gran cercanía con la generación conquistadora del recién establecido Reino de la Nueva España en el siglo XVI.
Una de las hijas de Leonel de Cervantes, Luisa, se casó con su pariente Juan de Cervantes Casaus. Fundando el linaje de los Cervantes en México.

## Nueva España
El matrimonio entre Juan de Cervantes Casaus y Luisa de Cervantes, también referida como Luisa de Lara y Andrada, fue un importante enlace. Juan de Cervantes se convirtió en uno de los principales encomenderos de la México, llegando a poseer las encomiendas de Ilamatlán , Atlehuecían y Tamazunchale, todas en la zona de la Huasteca y en la desembocadura del río Pánuco. En 1524 obtuvo el puesto de factor y veedor, fundó la caja real de Pánuco y la Huasteca, con el título adicional de gobernador y capitán general.  

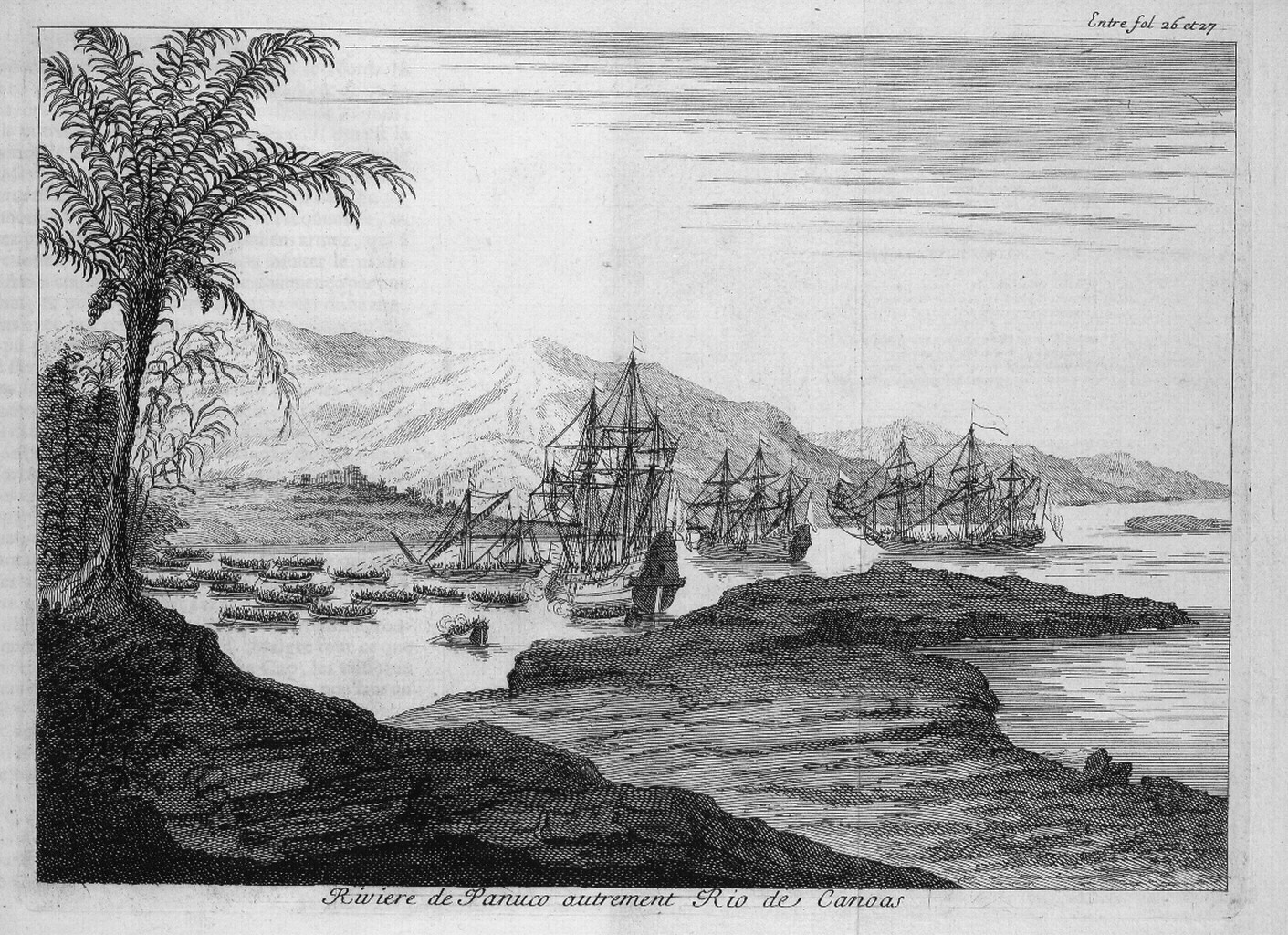
Desembocadura del Río Pánuco, uno de los principales puntos de acceso en el siglo XVI al Virreinato por el Golfo de México.

De su matrimonio con Luisa de Cervantes tuvo una cuantiosa descendencia, 12 hijos que continuaron el legado familiar y cuyas ramas se casaron múltiples veces entre ellas. Varios miembros de la familia tuvieron proclividad a tomar los hábitos, muchos de ellos formaron parte de la Orden de San Francisco, que tuvieron un importante papel en la evangelización de América a lo largo del Virreinato. 
Los Gómez de Cervantes se establecieron principalmente en la Ciudad de México, la capital del Virreinato, sin embargo muchos de ellos nacieron en las provincias, donde la familia era terrateniente y poseedora de haciendas. 
El sucesor de Juan de Cervantes Casaus fue su hijo primogénito, Leonel, que a la muerte de su padre heredó las encomiendas familiares. Se casó con María de Carvajal y Tapia, hija de Antonio de Carvajal, conquistador y capitán de bergantín que asedió Tenochtitlan desde el Lago de Texcoco. María de Carvajal y Tapia, por su lado materno, era también nieta de otro conquistador, Bernardino Vázquez de Tapia, encomendero de Churubusco.  
Leonel de Cervantes se estableció con su familia en la Ciudad de México, de la cual fue el alcalde en repetidas ocasiones. En 1581 por medio de una real cédula, la familia fundó su primer mayorazgo, que incluía algunas propiedades urbanas, como la mansión familiar en la plazuela de San Francisco; pero sobre todo por propiedades rurales. La principal concentración de tierra que los Cervantes llegaron a poseer, fue en torno a la hacienda de La Llave en San Juan del Río, actualmente en el estado de Querétaro, que heredaron del Mayorazgo de la Llave, fundado en 1535 por su tía, Beatriz de Cervantes Andrade. Leonel de Cervantes murió alrededor de 1598, y lo siguió su hijo mayor, Juan Leonel de Cervantes y Carvajal.

## Árbol genealógico

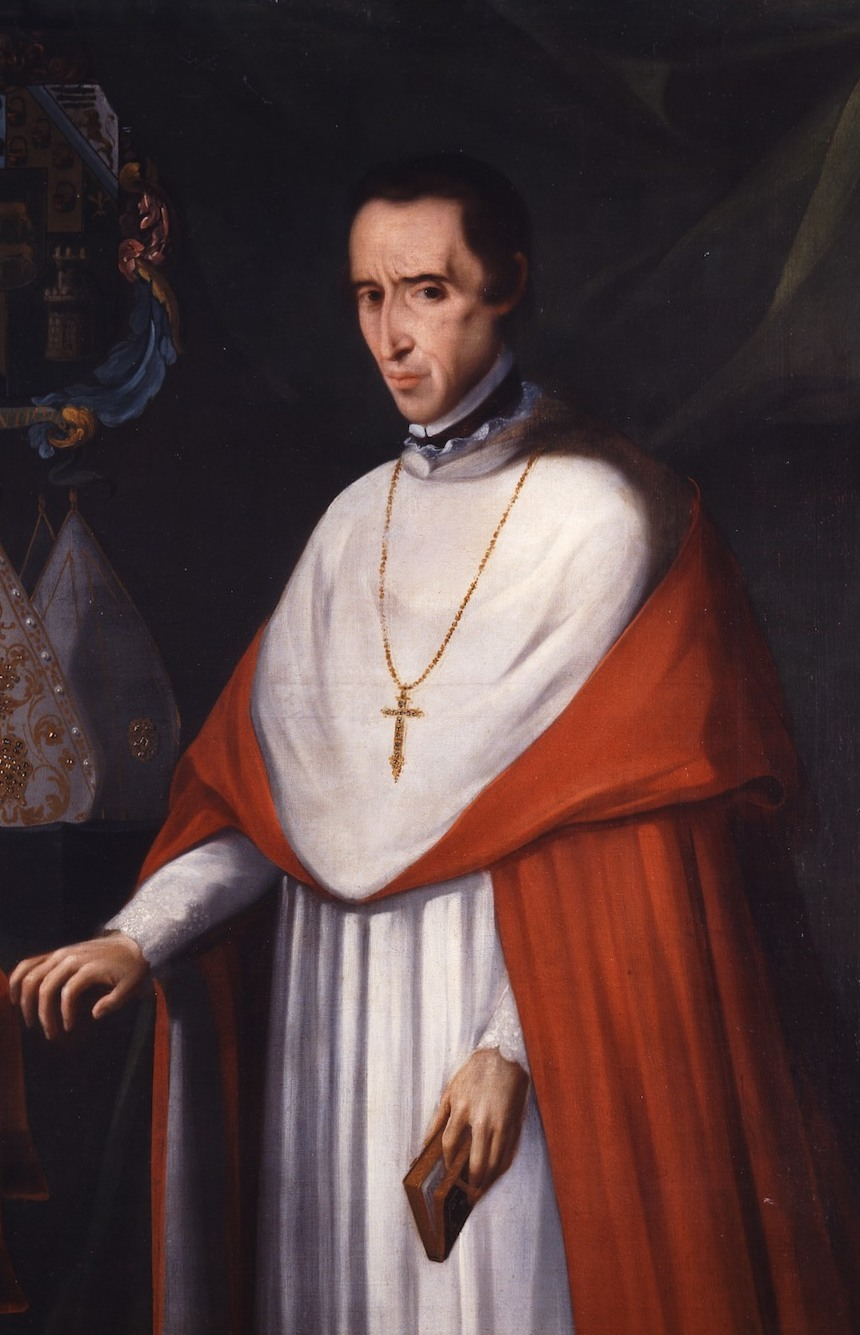
Obispo Nicolás Carlos Gómez de Cervantes, hijo de Juan Leonel de Cervantes.
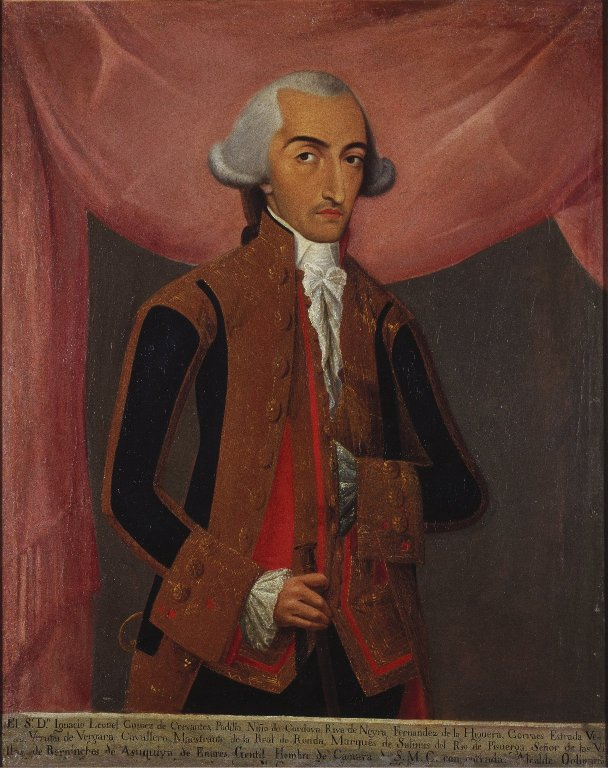
Ignacio Leonel de Cervantes y Padilla.
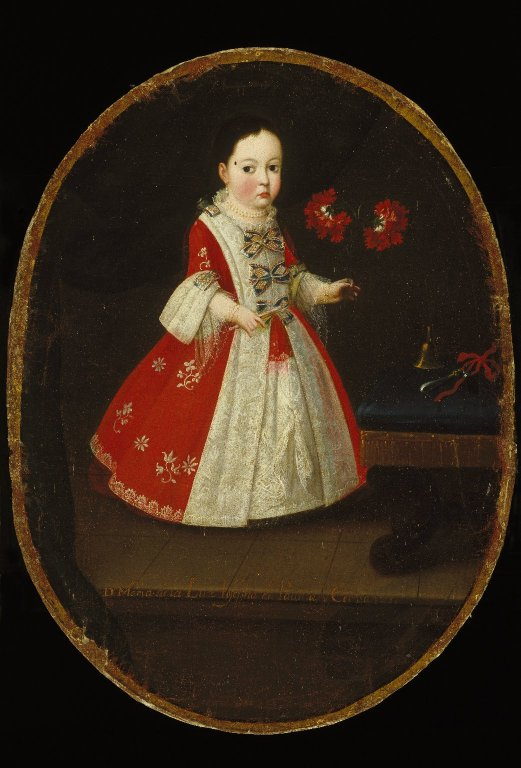
Luz de Padilla y Cervantes
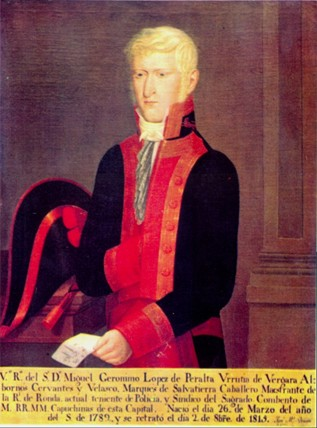
Miguel Jerónimo de Cervantes y Velasco

### Árbol genealógico línea principal 1521-1821
|                                      |                                      |                                      |                                      | Comendador Leonel de Cervantes (1485-1550) | Comendador Leonel de Cervantes (1485-1550) | Comendador Leonel de Cervantes (1485-1550) | Comendador Leonel de Cervantes (1485-1550) | Comendador Leonel de Cervantes (1485-1550)    | Comendador Leonel de Cervantes (1485-1550)    |                                               |                                               | Leonora de Lara Andrada                       | Leonora de Lara Andrada                       | Leonora de Lara Andrada   | Leonora de Lara Andrada   | Leonora de Lara Andrada              | Leonora de Lara Andrada              |                                      |                                      | | | | | | |                                            |                                            | | | | | | |                                                   |                                                   |                                                                                         |                                                                                         |                                                                                         |                                                                                         |                                                                                         |                                                                                         |                                             |                                             |                                                                            |                                                                            |                                                                            |                                                                            |                                                                            |                                                                            |  |  |  |  |  |  |  |  |  |  |  |  |  |  |  |  |
|                                      |                                      |                                      |                                      | Comendador Leonel de Cervantes (1485-1550) | Comendador Leonel de Cervantes (1485-1550) | Comendador Leonel de Cervantes (1485-1550) | Comendador Leonel de Cervantes (1485-1550) | Comendador Leonel de Cervantes (1485-1550)    | Comendador Leonel de Cervantes (1485-1550)    |                                               |                                               | Leonora de Lara Andrada                       | Leonora de Lara Andrada                       | Leonora de Lara Andrada   | Leonora de Lara Andrada   | Leonora de Lara Andrada              | Leonora de Lara Andrada              |                                      |                                      | | | | | | |                                            |                                            | | | | | | |                                                   |                                                   |                                                                                         |                                                                                         |                                                                                         |                                                                                         |                                                                                         |                                                                                         |                                             |                                             |                                                                            |                                                                            |                                                                            |                                                                            |                                                                            |                                                                            |  |  |  |  |  |  |  |  |  |  |  |  |  |  |  |  |
|                                      |                                      |                                      |                                      |                                            |                                            |                                            |                                            |                                               |                                               |                                               |                                               |                                               |                                               |                           |                           |                                      |                                      |                                      |                                      | | | | | | |                                            |                                            | | | | | | |                                                   |                                                   |                                                                                         |                                                                                         |                                                                                         |                                                                                         |                                                                                         |                                                                                         |                                             |                                             |                                                                            |                                                                            |                                                                            |                                                                            |                                                                            |                                                                            |  |  |  |  |  |  |  |  |  |  |  |  |  |  |  |  |
| Juan de Cervantes Casaus (1510-1564) | Juan de Cervantes Casaus (1510-1564) | Juan de Cervantes Casaus (1510-1564) | Juan de Cervantes Casaus (1510-1564) | Juan de Cervantes Casaus (1510-1564)       | Juan de Cervantes Casaus (1510-1564)       |                                            |                                            | Luisa de Cervantes Lara                       | Luisa de Cervantes Lara                       | Luisa de Cervantes Lara                       | Luisa de Cervantes Lara                       | Luisa de Cervantes Lara                       | Luisa de Cervantes Lara                       |                           |                           |                                      |                                      |                                      |                                      | | | | | | |                                            |                                            | | | | | | |                                                   |                                                   |                                                                                         |                                                                                         |                                                                                         |                                                                                         |                                                                                         |                                                                                         |                                             |                                             |                                                                            |                                                                            |                                                                            |                                                                            |                                                                            |                                                                            |  |  |  |  |  |  |  |  |  |  |  |  |  |  |  |  |
| Juan de Cervantes Casaus (1510-1564) | Juan de Cervantes Casaus (1510-1564) | Juan de Cervantes Casaus (1510-1564) | Juan de Cervantes Casaus (1510-1564) | Juan de Cervantes Casaus (1510-1564)       | Juan de Cervantes Casaus (1510-1564)       |                                            |                                            | Luisa de Cervantes Lara                       | Luisa de Cervantes Lara                       | Luisa de Cervantes Lara                       | Luisa de Cervantes Lara                       | Luisa de Cervantes Lara                       | Luisa de Cervantes Lara                       |                           |                           |                                      |                                      |                                      |                                      | | | | | | |                                            |                                            | | | | | | |                                                   |                                                   |                                                                                         |                                                                                         |                                                                                         |                                                                                         |                                                                                         |                                                                                         |                                             |                                             |                                                                            |                                                                            |                                                                            |                                                                            |                                                                            |                                                                            |  |  |  |  |  |  |  |  |  |  |  |  |  |  |  |  |
|                                      |                                      |                                      |                                      |                                            |                                            |                                            |                                            |                                               |                                               |                                               |                                               |                                               |                                               |                           |                           |                                      |                                      |                                      |                                      | | | | | | |                                            |                                            | | | | | | |                                                   |                                                   |                                                                                         |                                                                                         |                                                                                         |                                                                                         |                                                                                         |                                                                                         |                                             |                                             |                                                                            |                                                                            |                                                                            |                                                                            |                                                                            |                                                                            |  |  |  |  |  |  |  |  |  |  |  |  |  |  |  |  |
|                                      |                                      |                                      |                                      | Leonel de Cervantes (?-1598)               | Leonel de Cervantes (?-1598)               | Leonel de Cervantes (?-1598)               | Leonel de Cervantes (?-1598)               | Leonel de Cervantes (?-1598)                  | Leonel de Cervantes (?-1598)                  |                                               |                                               | María de Carvajal y Tapia                     | María de Carvajal y Tapia                     | María de Carvajal y Tapia | María de Carvajal y Tapia | María de Carvajal y Tapia            | María de Carvajal y Tapia            |                                      |                                      | | | | | | |                                            |                                            | | | | | | |                                                   |                                                   |                                                                                         |                                                                                         |                                                                                         |                                                                                         |                                                                                         |                                                                                         |                                             |                                             |                                                                            |                                                                            |                                                                            |                                                                            |                                                                            |                                                                            |  |  |  |  |  |  |  |  |  |  |  |  |  |  |  |  |
|                                      |                                      |                                      |                                      | Leonel de Cervantes (?-1598)               | Leonel de Cervantes (?-1598)               | Leonel de Cervantes (?-1598)               | Leonel de Cervantes (?-1598)               | Leonel de Cervantes (?-1598)                  | Leonel de Cervantes (?-1598)                  |                                               |                                               | María de Carvajal y Tapia                     | María de Carvajal y Tapia                     | María de Carvajal y Tapia | María de Carvajal y Tapia | María de Carvajal y Tapia            | María de Carvajal y Tapia            |                                      |                                      | | | | | | |                                            |                                            | | | | | | |                                                   |                                                   |                                                                                         |                                                                                         |                                                                                         |                                                                                         |                                                                                         |                                                                                         |                                             |                                             |                                                                            |                                                                            |                                                                            |                                                                            |                                                                            |                                                                            |  |  |  |  |  |  |  |  |  |  |  |  |  |  |  |  |
|                                      |                                      |                                      |                                      |                                            |                                            |                                            |                                            |                                               |                                               |                                               |                                               |                                               |                                               |                           |                           |                                      |                                      |                                      |                                      | | | | | | |                                            |                                            | | | | | | |                                                   |                                                   |                                                                                         |                                                                                         |                                                                                         |                                                                                         |                                                                                         |                                                                                         |                                             |                                             |                                                                            |                                                                            |                                                                            |                                                                            |                                                                            |                                                                            |  |  |  |  |  |  |  |  |  |  |  |  |  |  |  |  |
|                                      |                                      |                                      |                                      |                                            |                                            |                                            |                                            | Juan Leonel de Cervantes Carvajal (1565-1648) | Juan Leonel de Cervantes Carvajal (1565-1648) | Juan Leonel de Cervantes Carvajal (1565-1648) | Juan Leonel de Cervantes Carvajal (1565-1648) | Juan Leonel de Cervantes Carvajal (1565-1648) | Juan Leonel de Cervantes Carvajal (1565-1648) |                           |                           | Isabel de Dávalos                    | Isabel de Dávalos                    | Isabel de Dávalos                    | Isabel de Dávalos                    | Isabel de Dávalos                                                                                                | Isabel de Dávalos                                                                                                | | | | |                                            |                                            | | | | | | |                                                   |                                                   |                                                                                         |                                                                                         |                                                                                         |                                                                                         |                                                                                         |                                                                                         |                                             |                                             |                                                                            |                                                                            |                                                                            |                                                                            |                                                                            |                                                                            |  |  |  |  |  |  |  |  |  |  |  |  |  |  |  |  |
|                                      |                                      |                                      |                                      |                                            |                                            |                                            |                                            | Juan Leonel de Cervantes Carvajal (1565-1648) | Juan Leonel de Cervantes Carvajal (1565-1648) | Juan Leonel de Cervantes Carvajal (1565-1648) | Juan Leonel de Cervantes Carvajal (1565-1648) | Juan Leonel de Cervantes Carvajal (1565-1648) | Juan Leonel de Cervantes Carvajal (1565-1648) |                           |                           | Isabel de Dávalos                    | Isabel de Dávalos                    | Isabel de Dávalos                    | Isabel de Dávalos                    | Isabel de Dávalos                                                                                                | Isabel de Dávalos                                                                                                | | | | |                                            |                                            | | | | | | |                                                   |                                                   |                                                                                         |                                                                                         |                                                                                         |                                                                                         |                                                                                         |                                                                                         |                                             |                                             |                                                                            |                                                                            |                                                                            |                                                                            |                                                                            |                                                                            |  |  |  |  |  |  |  |  |  |  |  |  |  |  |  |  |
|                                      |                                      |                                      |                                      |                                            |                                            |                                            |                                            |                                               |                                               |                                               |                                               |                                               |                                               |                           |                           |                                      |                                      |                                      |                                      | | | | | | |                                            |                                            | | | | | | |                                                   |                                                   |                                                                                         |                                                                                         |                                                                                         |                                                                                         |                                                                                         |                                                                                         |                                             |                                             |                                                                            |                                                                            |                                                                            |                                                                            |                                                                            |                                                                            |  |  |  |  |  |  |  |  |  |  |  |  |  |  |  |  |
|                                      |                                      |                                      |                                      |                                            |                                            |                                            |                                            |                                               |                                               |                                               |                                               | Juan Leonel de Cervantes                      | Juan Leonel de Cervantes                      | Juan Leonel de Cervantes  | Juan Leonel de Cervantes  | Juan Leonel de Cervantes             | Juan Leonel de Cervantes             |                                      |                                      | Bernardina Betanzos Quiñones                                                                                     | Bernardina Betanzos Quiñones                                                                                     | Bernardina Betanzos Quiñones                                                                                     | Bernardina Betanzos Quiñones                                                                                     | Bernardina Betanzos Quiñones                                                                                     | Bernardina Betanzos Quiñones                                                                                     |                                            |                                            | | | | | | |                                                   |                                                   |                                                                                         |                                                                                         |                                                                                         |                                                                                         |                                                                                         |                                                                                         |                                             |                                             |                                                                            |                                                                            |                                                                            |                                                                            |                                                                            |                                                                            |  |  |  |  |  |  |  |  |  |  |  |  |  |  |  |  |
|                                      |                                      |                                      |                                      |                                            |                                            |                                            |                                            |                                               |                                               |                                               |                                               | Juan Leonel de Cervantes                      | Juan Leonel de Cervantes                      | Juan Leonel de Cervantes  | Juan Leonel de Cervantes  | Juan Leonel de Cervantes             | Juan Leonel de Cervantes             |                                      |                                      | Bernardina Betanzos Quiñones                                                                                     | Bernardina Betanzos Quiñones                                                                                     | Bernardina Betanzos Quiñones                                                                                     | Bernardina Betanzos Quiñones                                                                                     | Bernardina Betanzos Quiñones                                                                                     | Bernardina Betanzos Quiñones                                                                                     |                                            |                                            | | | | | | |                                                   |                                                   |                                                                                         |                                                                                         |                                                                                         |                                                                                         |                                                                                         |                                                                                         |                                             |                                             |                                                                            |                                                                            |                                                                            |                                                                            |                                                                            |                                                                            |  |  |  |  |  |  |  |  |  |  |  |  |  |  |  |  |
|                                      |                                      |                                      |                                      |                                            |                                            |                                            |                                            |                                               |                                               |                                               |                                               |                                               |                                               |                           |                           |                                      |                                      |                                      |                                      | | | | | | |                                            |                                            | | | | | | |                                                   |                                                   |                                                                                         |                                                                                         |                                                                                         |                                                                                         |                                                                                         |                                                                                         |                                             |                                             |                                                                            |                                                                            |                                                                            |                                                                            |                                                                            |                                                                            |  |  |  |  |  |  |  |  |  |  |  |  |  |  |  |  |
|                                      |                                      |                                      |                                      |                                            |                                            |                                            |                                            |                                               |                                               |                                               |                                               |                                               |                                               |                           |                           | Juan Leonel de Cervantes (1629-1683) | Juan Leonel de Cervantes (1629-1683) | Juan Leonel de Cervantes (1629-1683) | Juan Leonel de Cervantes (1629-1683) | Juan Leonel de Cervantes (1629-1683)                                                                             | Juan Leonel de Cervantes (1629-1683)                                                                             | | | Mariana Velazques de la Cadena                                                                                   | Mariana Velazques de la Cadena                                                                                   | Mariana Velazques de la Cadena             | Mariana Velazques de la Cadena             | Mariana Velazques de la Cadena | Mariana Velazques de la Cadena | | | | |                                                   |                                                   |                                                                                         |                                                                                         |                                                                                         |                                                                                         |                                                                                         |                                                                                         |                                             |                                             |                                                                            |                                                                            |                                                                            |                                                                            |                                                                            |                                                                            |  |  |  |  |  |  |  |  |  |  |  |  |  |  |  |  |
|                                      |                                      |                                      |                                      |                                            |                                            |                                            |                                            |                                               |                                               |                                               |                                               |                                               |                                               |                           |                           | Juan Leonel de Cervantes (1629-1683) | Juan Leonel de Cervantes (1629-1683) | Juan Leonel de Cervantes (1629-1683) | Juan Leonel de Cervantes (1629-1683) | Juan Leonel de Cervantes (1629-1683)                                                                             | Juan Leonel de Cervantes (1629-1683)                                                                             | | | Mariana Velazques de la Cadena                                                                                   | Mariana Velazques de la Cadena                                                                                   | Mariana Velazques de la Cadena             | Mariana Velazques de la Cadena             | Mariana Velazques de la Cadena | Mariana Velazques de la Cadena | | | | |                                                   |                                                   |                                                                                         |                                                                                         |                                                                                         |                                                                                         |                                                                                         |                                                                                         |                                             |                                             |                                                                            |                                                                            |                                                                            |                                                                            |                                                                            |                                                                            |  |  |  |  |  |  |  |  |  |  |  |  |  |  |  |  |
|                                      |                                      |                                      |                                      |                                            |                                            |                                            |                                            |                                               |                                               |                                               |                                               |                                               |                                               |                           |                           |                                      |                                      |                                      |                                      | | | | | | |                                            |                                            | | | | | | |                                                   |                                                   |                                                                                         |                                                                                         |                                                                                         |                                                                                         |                                                                                         |                                                                                         |                                             |                                             |                                                                            |                                                                            |                                                                            |                                                                            |                                                                            |                                                                            |  |  |  |  |  |  |  |  |  |  |  |  |  |  |  |  |
|                                      |                                      |                                      |                                      |                                            |                                            |                                            |                                            |                                               |                                               |                                               |                                               |                                               |                                               |                           |                           |                                      |                                      |                                      |                                      | Juan Leonel de Cervantes (1654-1697)                                                                             | Juan Leonel de Cervantes (1654-1697)                                                                             | Juan Leonel de Cervantes (1654-1697)                                                                             | Juan Leonel de Cervantes (1654-1697)                                                                             | Juan Leonel de Cervantes (1654-1697)                                                                             | Juan Leonel de Cervantes (1654-1697)                                                                             |                                            |                                            | Leonor de Rivadeneyra y Castilla | Leonor de Rivadeneyra y Castilla | Leonor de Rivadeneyra y Castilla | Leonor de Rivadeneyra y Castilla | Leonor de Rivadeneyra y Castilla | Leonor de Rivadeneyra y Castilla |                                                   |                                                   |                                                                                         |                                                                                         |                                                                                         |                                                                                         |                                                                                         |                                                                                         |                                             |                                             |                                                                            |                                                                            |                                                                            |                                                                            |                                                                            |                                                                            |  |  |  |  |  |  |  |  |  |  |  |  |  |  |  |  |
|                                      |                                      |                                      |                                      |                                            |                                            |                                            |                                            |                                               |                                               |                                               |                                               |                                               |                                               |                           |                           |                                      |                                      |                                      |                                      | Juan Leonel de Cervantes (1654-1697)                                                                             | Juan Leonel de Cervantes (1654-1697)                                                                             | Juan Leonel de Cervantes (1654-1697)                                                                             | Juan Leonel de Cervantes (1654-1697)                                                                             | Juan Leonel de Cervantes (1654-1697)                                                                             | Juan Leonel de Cervantes (1654-1697)                                                                             |                                            |                                            | Leonor de Rivadeneyra y Castilla | Leonor de Rivadeneyra y Castilla | Leonor de Rivadeneyra y Castilla | Leonor de Rivadeneyra y Castilla | Leonor de Rivadeneyra y Castilla | Leonor de Rivadeneyra y Castilla |                                                   |                                                   |                                                                                         |                                                                                         |                                                                                         |                                                                                         |                                                                                         |                                                                                         |                                             |                                             |                                                                            |                                                                            |                                                                            |                                                                            |                                                                            |                                                                            |  |  |  |  |  |  |  |  |  |  |  |  |  |  |  |  |
|                                      |                                      |                                      |                                      |                                            |                                            |                                            |                                            |                                               |                                               |                                               |                                               |                                               |                                               |                           |                           |                                      |                                      |                                      |                                      | | | | | | |                                            |                                            | | | | | | |                                                   |                                                   |                                                                                         |                                                                                         |                                                                                         |                                                                                         |                                                                                         |                                                                                         |                                             |                                             |                                                                            |                                                                            |                                                                            |                                                                            |                                                                            |                                                                            |  |  |  |  |  |  |  |  |  |  |  |  |  |  |  |  |
|                                      |                                      |                                      |                                      |                                            |                                            |                                            |                                            |                                               |                                               |                                               |                                               |                                               |                                               |                           |                           |                                      |                                      |                                      |                                      | | | | | | |                                            |                                            | | | | | | |                                                   |                                                   |                                                                                         |                                                                                         |                                                                                         |                                                                                         |                                                                                         |                                                                                         |                                             |                                             |                                                                            |                                                                            |                                                                            |                                                                            |                                                                            |                                                                            |  |  |  |  |  |  |  |  |  |  |  |  |  |  |  |  |
|                                      |                                      |                                      |                                      |                                            |                                            |                                            |                                            | Francisca Gorráez-Beaumont y Navarra          | Francisca Gorráez-Beaumont y Navarra          | Francisca Gorráez-Beaumont y Navarra          | Francisca Gorráez-Beaumont y Navarra          | Francisca Gorráez-Beaumont y Navarra          | Francisca Gorráez-Beaumont y Navarra          |                           |                           | Juan Leonel de Cervantes Rivadeneyra | Juan Leonel de Cervantes Rivadeneyra | Juan Leonel de Cervantes Rivadeneyra | Juan Leonel de Cervantes Rivadeneyra | Juan Leonel de Cervantes Rivadeneyra                                                                             | Juan Leonel de Cervantes Rivadeneyra                                                                             | | | Fernando de Cervantes Rivadeneyra (1686-?)                                                                       | Fernando de Cervantes Rivadeneyra (1686-?)                                                                       | Fernando de Cervantes Rivadeneyra (1686-?) | Fernando de Cervantes Rivadeneyra (1686-?) | Fernando de Cervantes Rivadeneyra (1686-?)                                                                                              | Fernando de Cervantes Rivadeneyra (1686-?)                                                                                              | | | Ana Niño de Córdoba | Ana Niño de Córdoba | Ana Niño de Córdoba                               | Ana Niño de Córdoba                               | Ana Niño de Córdoba                                                                     | Ana Niño de Córdoba                                                                     |                                                                                         |                                                                                         |                                                                                         |                                                                                         |                                             |                                             |                                                                            |                                                                            |                                                                            |                                                                            |                                                                            |                                                                            |  |  |  |  |  |  |  |  |  |  |  |  |  |  |  |  |
|                                      |                                      |                                      |                                      |                                            |                                            |                                            |                                            | Francisca Gorráez-Beaumont y Navarra          | Francisca Gorráez-Beaumont y Navarra          | Francisca Gorráez-Beaumont y Navarra          | Francisca Gorráez-Beaumont y Navarra          | Francisca Gorráez-Beaumont y Navarra          | Francisca Gorráez-Beaumont y Navarra          |                           |                           | Juan Leonel de Cervantes Rivadeneyra | Juan Leonel de Cervantes Rivadeneyra | Juan Leonel de Cervantes Rivadeneyra | Juan Leonel de Cervantes Rivadeneyra | Juan Leonel de Cervantes Rivadeneyra                                                                             | Juan Leonel de Cervantes Rivadeneyra                                                                             | | | Fernando de Cervantes Rivadeneyra (1686-?)                                                                       | Fernando de Cervantes Rivadeneyra (1686-?)                                                                       | Fernando de Cervantes Rivadeneyra (1686-?) | Fernando de Cervantes Rivadeneyra (1686-?) | Fernando de Cervantes Rivadeneyra (1686-?)                                                                                              | Fernando de Cervantes Rivadeneyra (1686-?)                                                                                              | | | Ana Niño de Córdoba | Ana Niño de Córdoba | Ana Niño de Córdoba                               | Ana Niño de Córdoba                               | Ana Niño de Córdoba                                                                     | Ana Niño de Córdoba                                                                     |                                                                                         |                                                                                         |                                                                                         |                                                                                         |                                             |                                             |                                                                            |                                                                            |                                                                            |                                                                            |                                                                            |                                                                            |  |  |  |  |  |  |  |  |  |  |  |  |  |  |  |  |
|                                      |                                      |                                      |                                      |                                            |                                            |                                            |                                            |                                               |                                               |                                               |                                               |                                               |                                               |                           |                           |                                      |                                      |                                      |                                      | | | | | | |                                            |                                            | | | | | | |                                                   |                                                   |                                                                                         |                                                                                         |                                                                                         |                                                                                         |                                                                                         |                                                                                         |                                             |                                             |                                                                            |                                                                            |                                                                            |                                                                            |                                                                            |                                                                            |  |  |  |  |  |  |  |  |  |  |  |  |  |  |  |  |
|                                      |                                      |                                      |                                      |                                            |                                            |                                            |                                            |                                               |                                               |                                               |                                               |                                               |                                               |                           |                           |                                      |                                      |                                      |                                      | | | | | | |                                            |                                            | José de Cervantes y Niño de Córdoba (1727-?)                                                                                            | José de Cervantes y Niño de Córdoba (1727-?)                                                                                            | José de Cervantes y Niño de Córdoba (1727-?)                                                                                            | José de Cervantes y Niño de Córdoba (1727-?)                                                                                            | José de Cervantes y Niño de Córdoba (1727-?)                                                                                            | José de Cervantes y Niño de Córdoba (1727-?)                                                                                            |                                                   |                                                   | Luz de Padilla y Cervantes                                                              | Luz de Padilla y Cervantes                                                              | Luz de Padilla y Cervantes                                                              | Luz de Padilla y Cervantes                                                              | Luz de Padilla y Cervantes                                                              | Luz de Padilla y Cervantes                                                              |                                             |                                             |                                                                            |                                                                            |                                                                            |                                                                            |                                                                            |                                                                            |  |  |  |  |  |  |  |  |  |  |  |  |  |  |  |  |
|                                      |                                      |                                      |                                      |                                            |                                            |                                            |                                            |                                               |                                               |                                               |                                               |                                               |                                               |                           |                           |                                      |                                      |                                      |                                      | | | | | | |                                            |                                            | José de Cervantes y Niño de Córdoba (1727-?)                                                                                            | José de Cervantes y Niño de Córdoba (1727-?)                                                                                            | José de Cervantes y Niño de Córdoba (1727-?)                                                                                            | José de Cervantes y Niño de Córdoba (1727-?)                                                                                            | José de Cervantes y Niño de Córdoba (1727-?)                                                                                            | José de Cervantes y Niño de Córdoba (1727-?)                                                                                            |                                                   |                                                   | Luz de Padilla y Cervantes                                                              | Luz de Padilla y Cervantes                                                              | Luz de Padilla y Cervantes                                                              | Luz de Padilla y Cervantes                                                              | Luz de Padilla y Cervantes                                                              | Luz de Padilla y Cervantes                                                              |                                             |                                             |                                                                            |                                                                            |                                                                            |                                                                            |                                                                            |                                                                            |  |  |  |  |  |  |  |  |  |  |  |  |  |  |  |  |
|                                      |                                      |                                      |                                      |                                            |                                            |                                            |                                            |                                               |                                               |                                               |                                               |                                               |                                               |                           |                           |                                      |                                      |                                      |                                      | | | | | | |                                            |                                            | | | | | | |                                                   |                                                   |                                                                                         |                                                                                         |                                                                                         |                                                                                         |                                                                                         |                                                                                         |                                             |                                             |                                                                            |                                                                            |                                                                            |                                                                            |                                                                            |                                                                            |  |  |  |  |  |  |  |  |  |  |  |  |  |  |  |  |
|                                      |                                      |                                      |                                      |                                            |                                            |                                            |                                            |                                               |                                               |                                               |                                               |                                               |                                               |                           |                           |                                      |                                      |                                      |                                      | | | | | | |                                            |                                            | | | | | Ignacio Leonel de Cervantes y Padilla (1762-1812)                                                                                       | Ignacio Leonel de Cervantes y Padilla (1762-1812)                                                                                       | Ignacio Leonel de Cervantes y Padilla (1762-1812) | Ignacio Leonel de Cervantes y Padilla (1762-1812) | Ignacio Leonel de Cervantes y Padilla (1762-1812)                                       | Ignacio Leonel de Cervantes y Padilla (1762-1812)                                       |                                                                                         |                                                                                         | Ana María Altamirano de Velasco (1766-1809)                                             | Ana María Altamirano de Velasco (1766-1809)                                             | Ana María Altamirano de Velasco (1766-1809) | Ana María Altamirano de Velasco (1766-1809) | Ana María Altamirano de Velasco (1766-1809)                                | Ana María Altamirano de Velasco (1766-1809)                                |                                                                            |                                                                            |                                                                            |                                                                            |  |  |  |  |  |  |  |  |  |  |  |  |  |  |  |  |
|                                      |                                      |                                      |                                      |                                            |                                            |                                            |                                            |                                               |                                               |                                               |                                               |                                               |                                               |                           |                           |                                      |                                      |                                      |                                      | | | | | | |                                            |                                            | | | | | Ignacio Leonel de Cervantes y Padilla (1762-1812)                                                                                       | Ignacio Leonel de Cervantes y Padilla (1762-1812)                                                                                       | Ignacio Leonel de Cervantes y Padilla (1762-1812) | Ignacio Leonel de Cervantes y Padilla (1762-1812) | Ignacio Leonel de Cervantes y Padilla (1762-1812)                                       | Ignacio Leonel de Cervantes y Padilla (1762-1812)                                       |                                                                                         |                                                                                         | Ana María Altamirano de Velasco (1766-1809)                                             | Ana María Altamirano de Velasco (1766-1809)                                             | Ana María Altamirano de Velasco (1766-1809) | Ana María Altamirano de Velasco (1766-1809) | Ana María Altamirano de Velasco (1766-1809)                                | Ana María Altamirano de Velasco (1766-1809)                                |                                                                            |                                                                            |                                                                            |                                                                            |  |  |  |  |  |  |  |  |  |  |  |  |  |  |  |  |
|                                      |                                      |                                      |                                      |                                            |                                            |                                            |                                            |                                               |                                               |                                               |                                               |                                               |                                               |                           |                           |                                      |                                      |                                      |                                      | | | | | | |                                            |                                            | | | | | | |                                                   |                                                   |                                                                                         |                                                                                         |                                                                                         |                                                                                         |                                                                                         |                                                                                         |                                             |                                             |                                                                            |                                                                            |                                                                            |                                                                            |                                                                            |                                                                            |  |  |  |  |  |  |  |  |  |  |  |  |  |  |  |  |
|                                      |                                      |                                      |                                      |                                            |                                            |                                            |                                            |                                               |                                               |                                               |                                               |                                               |                                               |                           |                           |                                      |                                      |                                      |                                      | | | | | | |                                            |                                            | | | | | | |                                                   |                                                   |                                                                                         |                                                                                         |                                                                                         |                                                                                         |                                                                                         |                                                                                         |                                             |                                             |                                                                            |                                                                            |                                                                            |                                                                            |                                                                            |                                                                            |  |  |  |  |  |  |  |  |  |  |  |  |  |  |  |  |
|                                      |                                      |                                      |                                      |                                            |                                            |                                            |                                            |                                               |                                               |                                               |                                               |                                               |                                               |                           |                           |                                      |                                      |                                      |                                      | | | | | | |                                            |                                            | José María de Cervantes y Velasco XI conde de Santiago XI marqués de Salinas XIII Adelantado Mayor Perpetuo Islas Filipinas (1786-1856) | José María de Cervantes y Velasco XI conde de Santiago XI marqués de Salinas XIII Adelantado Mayor Perpetuo Islas Filipinas (1786-1856) | José María de Cervantes y Velasco XI conde de Santiago XI marqués de Salinas XIII Adelantado Mayor Perpetuo Islas Filipinas (1786-1856) | José María de Cervantes y Velasco XI conde de Santiago XI marqués de Salinas XIII Adelantado Mayor Perpetuo Islas Filipinas (1786-1856) | José María de Cervantes y Velasco XI conde de Santiago XI marqués de Salinas XIII Adelantado Mayor Perpetuo Islas Filipinas (1786-1856) | José María de Cervantes y Velasco XI conde de Santiago XI marqués de Salinas XIII Adelantado Mayor Perpetuo Islas Filipinas (1786-1856) |                                                   |                                                   | Miguel Jerónimo de Cervantes y Velasco VI marqués de Salvatierra de Peralta (1789-1864) | Miguel Jerónimo de Cervantes y Velasco VI marqués de Salvatierra de Peralta (1789-1864) | Miguel Jerónimo de Cervantes y Velasco VI marqués de Salvatierra de Peralta (1789-1864) | Miguel Jerónimo de Cervantes y Velasco VI marqués de Salvatierra de Peralta (1789-1864) | Miguel Jerónimo de Cervantes y Velasco VI marqués de Salvatierra de Peralta (1789-1864) | Miguel Jerónimo de Cervantes y Velasco VI marqués de Salvatierra de Peralta (1789-1864) |                                             |                                             | Rafael de Cervantes y Velasco (1802-1850)                                  | Rafael de Cervantes y Velasco (1802-1850)                                  | Rafael de Cervantes y Velasco (1802-1850)                                  | Rafael de Cervantes y Velasco (1802-1850)                                  | Rafael de Cervantes y Velasco (1802-1850)                                  | Rafael de Cervantes y Velasco (1802-1850)                                  |  |  |  |  |  |  |  |  |  |  |  |  |  |  |  |  |
|                                      |                                      |                                      |                                      |                                            |                                            |                                            |                                            |                                               |                                               |                                               |                                               |                                               |                                               |                           |                           |                                      |                                      |                                      |                                      | | | | | | |                                            |                                            | José María de Cervantes y Velasco XI conde de Santiago XI marqués de Salinas XIII Adelantado Mayor Perpetuo Islas Filipinas (1786-1856) | José María de Cervantes y Velasco XI conde de Santiago XI marqués de Salinas XIII Adelantado Mayor Perpetuo Islas Filipinas (1786-1856) | José María de Cervantes y Velasco XI conde de Santiago XI marqués de Salinas XIII Adelantado Mayor Perpetuo Islas Filipinas (1786-1856) | José María de Cervantes y Velasco XI conde de Santiago XI marqués de Salinas XIII Adelantado Mayor Perpetuo Islas Filipinas (1786-1856) | José María de Cervantes y Velasco XI conde de Santiago XI marqués de Salinas XIII Adelantado Mayor Perpetuo Islas Filipinas (1786-1856) | José María de Cervantes y Velasco XI conde de Santiago XI marqués de Salinas XIII Adelantado Mayor Perpetuo Islas Filipinas (1786-1856) |                                                   |                                                   | Miguel Jerónimo de Cervantes y Velasco VI marqués de Salvatierra de Peralta (1789-1864) | Miguel Jerónimo de Cervantes y Velasco VI marqués de Salvatierra de Peralta (1789-1864) | Miguel Jerónimo de Cervantes y Velasco VI marqués de Salvatierra de Peralta (1789-1864) | Miguel Jerónimo de Cervantes y Velasco VI marqués de Salvatierra de Peralta (1789-1864) | Miguel Jerónimo de Cervantes y Velasco VI marqués de Salvatierra de Peralta (1789-1864) | Miguel Jerónimo de Cervantes y Velasco VI marqués de Salvatierra de Peralta (1789-1864) |                                             |                                             | Rafael de Cervantes y Velasco (1802-1850)                                  | Rafael de Cervantes y Velasco (1802-1850)                                  | Rafael de Cervantes y Velasco (1802-1850)                                  | Rafael de Cervantes y Velasco (1802-1850)                                  | Rafael de Cervantes y Velasco (1802-1850)                                  | Rafael de Cervantes y Velasco (1802-1850)                                  |  |  |  |  |  |  |  |  |  |  |  |  |  |  |  |  |
|                                      |                                      |                                      |                                      |                                            |                                            |                                            |                                            |                                               |                                               |                                               |                                               |                                               |                                               |                           |                           |                                      |                                      |                                      |                                      | | | | | | |                                            |                                            | | | | | | |                                                   |                                                   |                                                                                         |                                                                                         |                                                                                         |                                                                                         |                                                                                         |                                                                                         |                                             |                                             |                                                                            |                                                                            |                                                                            |                                                                            |                                                                            |                                                                            |  |  |  |  |  |  |  |  |  |  |  |  |  |  |  |  |
|                                      |                                      |                                      |                                      |                                            |                                            |                                            |                                            |                                               |                                               |                                               |                                               |                                               |                                               |                           |                           |                                      |                                      |                                      |                                      | Juan José de Cervantes y Michaus XII conde de Santiago XIV Adelantado Mayor Perpetuo Islas Filipinas (1810-1874) | Juan José de Cervantes y Michaus XII conde de Santiago XIV Adelantado Mayor Perpetuo Islas Filipinas (1810-1874) | Juan José de Cervantes y Michaus XII conde de Santiago XIV Adelantado Mayor Perpetuo Islas Filipinas (1810-1874) | Juan José de Cervantes y Michaus XII conde de Santiago XIV Adelantado Mayor Perpetuo Islas Filipinas (1810-1874) | Juan José de Cervantes y Michaus XII conde de Santiago XIV Adelantado Mayor Perpetuo Islas Filipinas (1810-1874) | Juan José de Cervantes y Michaus XII conde de Santiago XIV Adelantado Mayor Perpetuo Islas Filipinas (1810-1874) |                                            |                                            | José María de Cervantes y Ozta XII marqués de Salinas (1818-1867)                                                                       | José María de Cervantes y Ozta XII marqués de Salinas (1818-1867)                                                                       | José María de Cervantes y Ozta XII marqués de Salinas (1818-1867)                                                                       | José María de Cervantes y Ozta XII marqués de Salinas (1818-1867)                                                                       | José María de Cervantes y Ozta XII marqués de Salinas (1818-1867)                                                                       | José María de Cervantes y Ozta XII marqués de Salinas (1818-1867)                                                                       |                                                   |                                                   | José de Cervantes y Estanillo VII marqués de Salvatierra de Peralta (1821-1869)         | José de Cervantes y Estanillo VII marqués de Salvatierra de Peralta (1821-1869)         | José de Cervantes y Estanillo VII marqués de Salvatierra de Peralta (1821-1869)         | José de Cervantes y Estanillo VII marqués de Salvatierra de Peralta (1821-1869)         | José de Cervantes y Estanillo VII marqués de Salvatierra de Peralta (1821-1869)         | José de Cervantes y Estanillo VII marqués de Salvatierra de Peralta (1821-1869)         |                                             |                                             | Javier de Cervantes y Ozta XI marqués de Santa Fe de Guardiola (1829-1888) | Javier de Cervantes y Ozta XI marqués de Santa Fe de Guardiola (1829-1888) | Javier de Cervantes y Ozta XI marqués de Santa Fe de Guardiola (1829-1888) | Javier de Cervantes y Ozta XI marqués de Santa Fe de Guardiola (1829-1888) | Javier de Cervantes y Ozta XI marqués de Santa Fe de Guardiola (1829-1888) | Javier de Cervantes y Ozta XI marqués de Santa Fe de Guardiola (1829-1888) |  |  |  |  |  |  |  |  |  |  |  |  |  |  |  |  |

### Árbol genealógico Condes de Santiago y Marqueses de Salinas

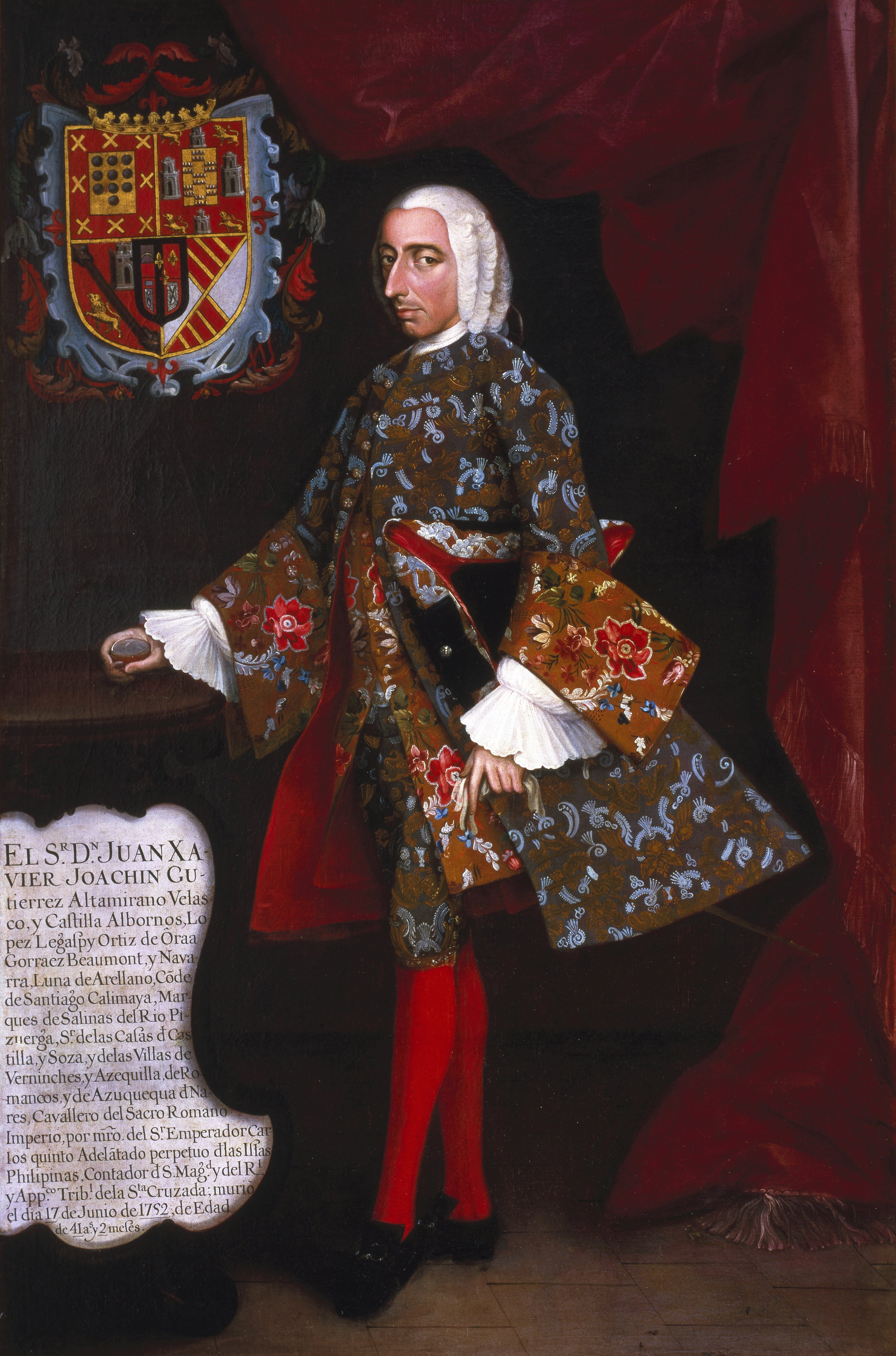
Juan Altamirano de Velasco y Gorráez, VII conde de Santiago y VII marqués de Salinas
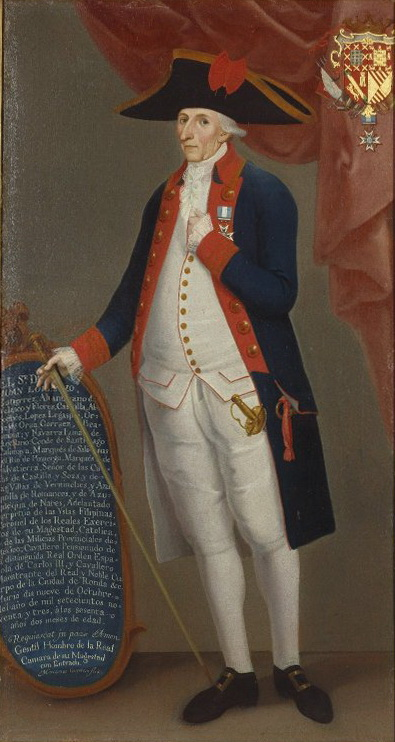
Juan Altamirano de Velasco y Urrútia-Vergara, VIII conde de Santiago y VIII marqués de Salinas
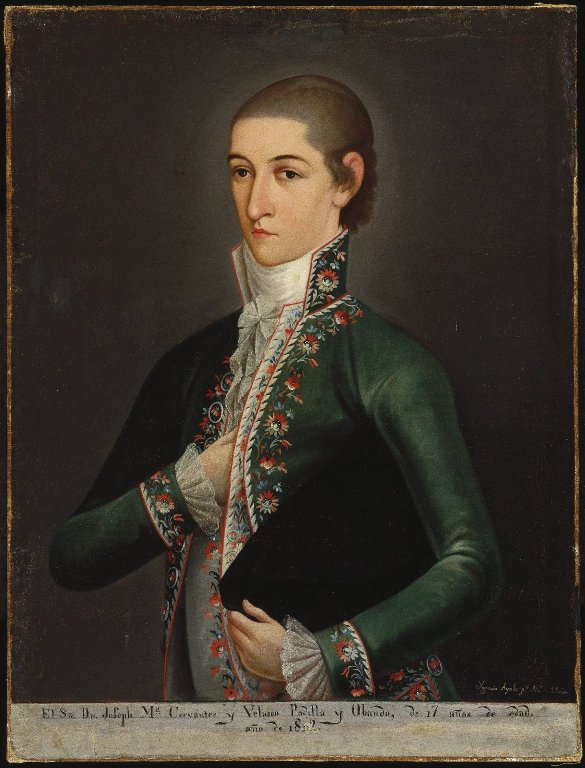
José María de Cervantes y Velasco, XI conde de Santiago, XI marqués de Salinas de Río Pisuerga
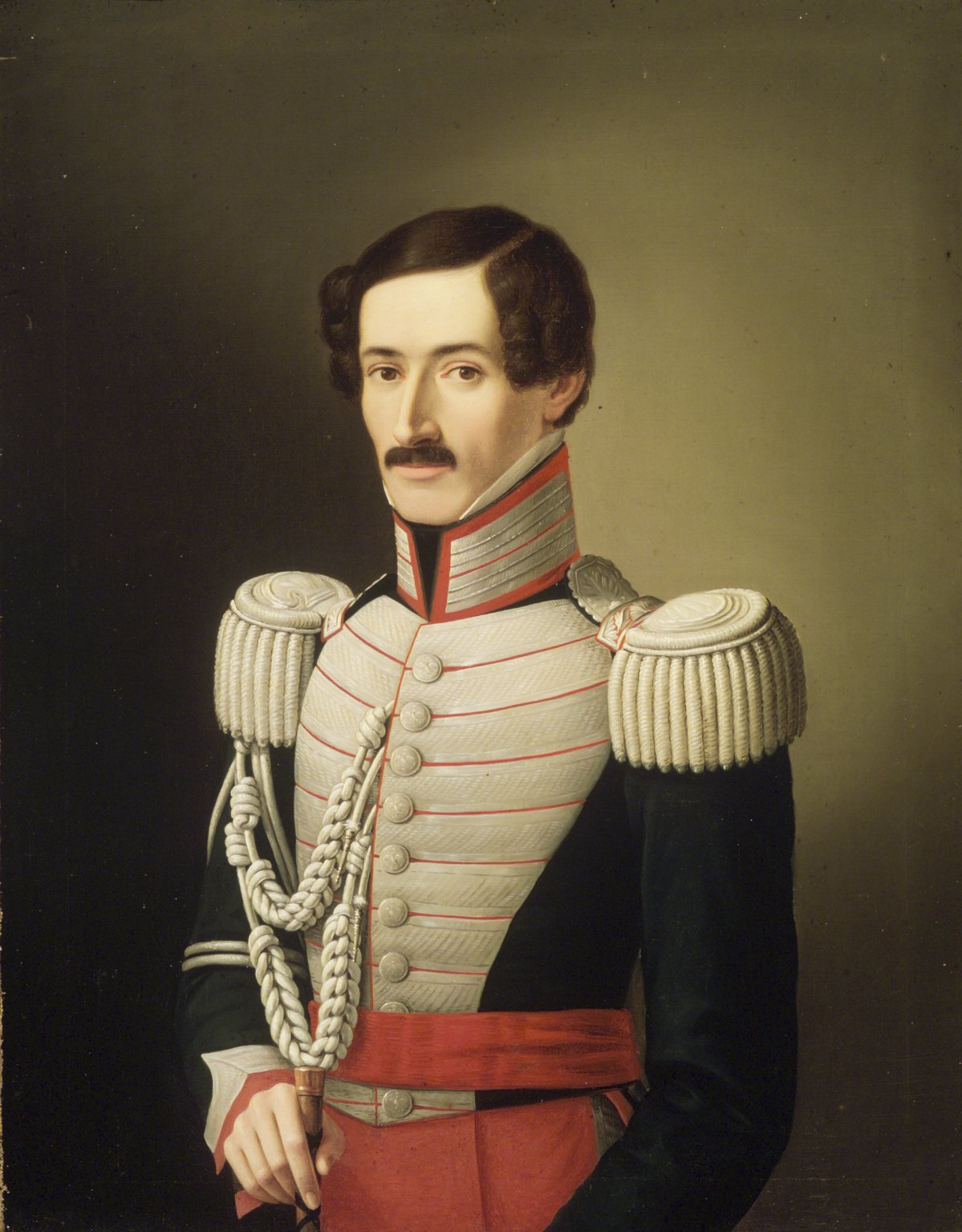
José María Ygnacio de Cervantes y Ozta, XII marqués de Salinas
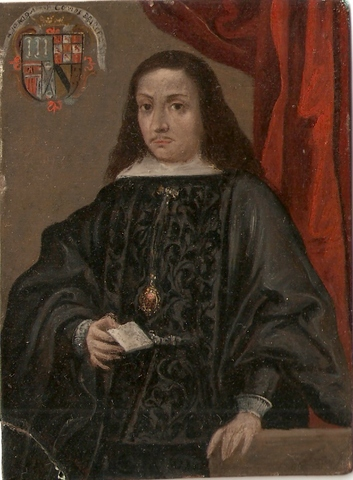
Juan de Padilla Guzmán y Guardiola, I marqués de Santa Fe de Guardiola

También referidos como Condes de Santiago de Calimaya, Marqueses de Salinas de Río Pisuegra y Adelantados Mayores Perpetuo de las Islas Filipinas.
El marquesado de Salinas es un título nobiliario español creado en 1609, por el Rey Felipe III de España, para Luis de Velasco y Castilla, descendiente del Rey Pedro I de Castilla y virrey de Nueva España, posteriormente también virrey del Perú.

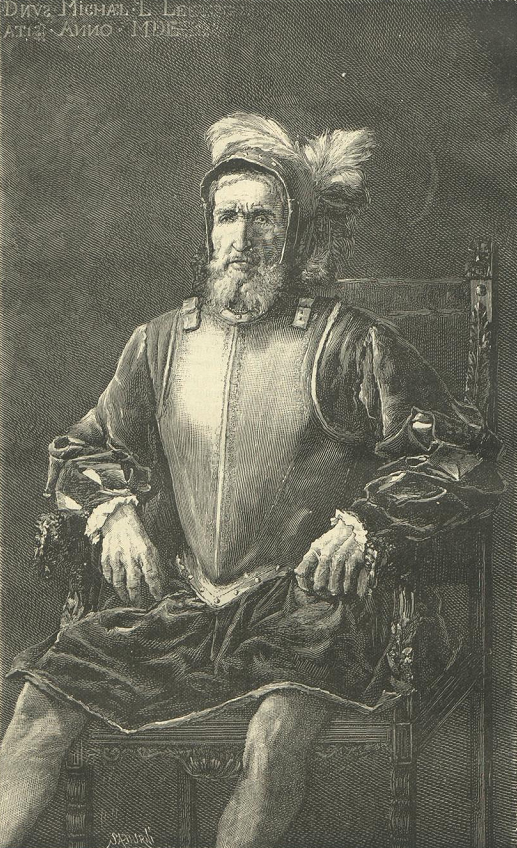
Miguel López de Legazpi, I Adelantado Mayor Perpetuo de Filipinas.

El condado de Santiago de Calimaya es un título nobiliario español creado en 1616 por el rey Felipe III de España a favor de Francisco Altamirano de Velasco e Ircio y Castilla, Corregidor de México, Capitán General de Guatemala y Presidente de su Real Audiencia.
El marquesado de Salinas es el segundo título más antiguo del Virreinato de la Nueva España. Así mismo el condado de Santiago de Calimaya es el tercero, solo después del Marquesado del Valle de Oaxaca, otorgado a Hernán Cortés.

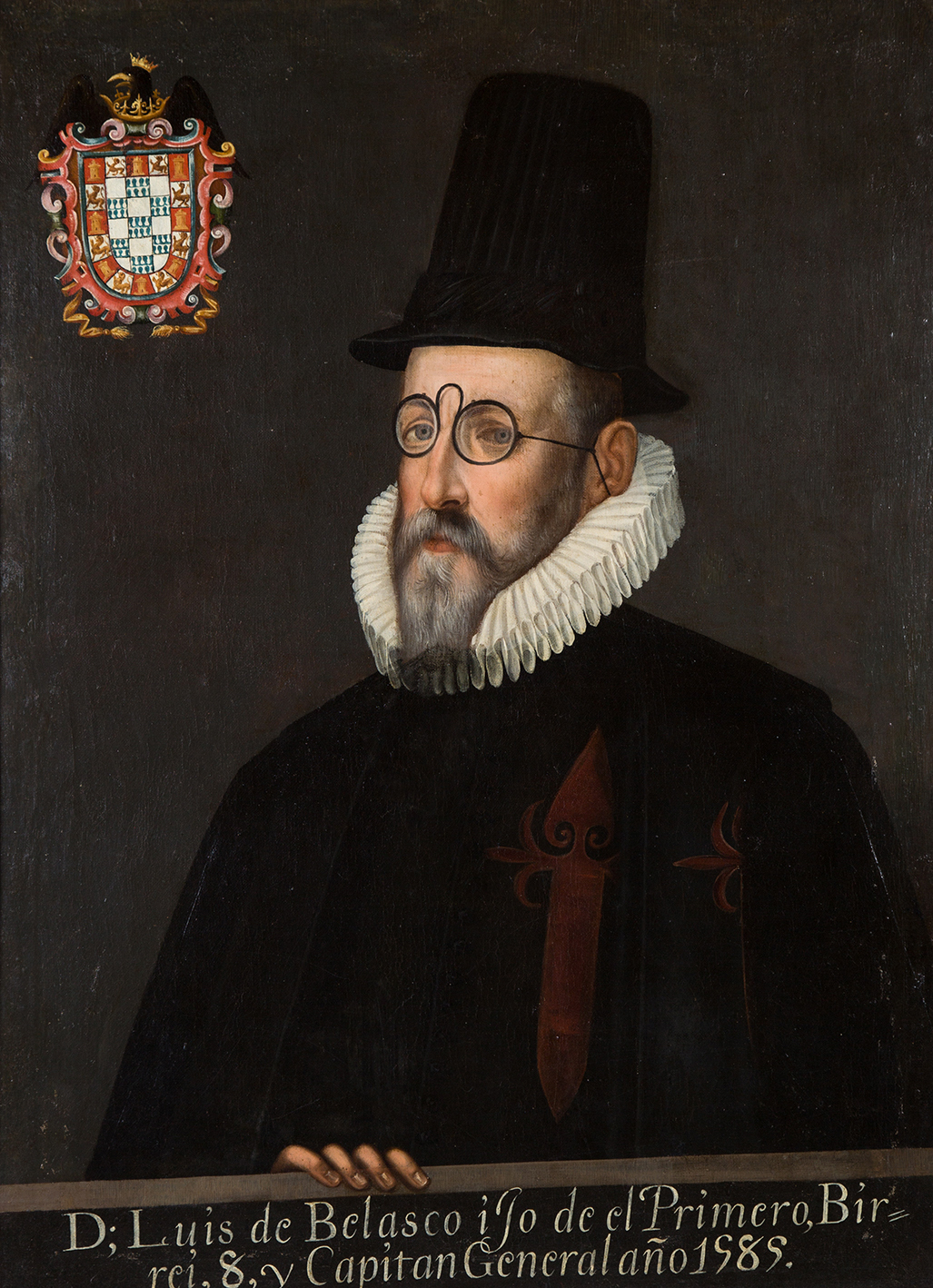
Luis de Velasco y Castilla, I marqués de Salinas.

Por nuevos descubrimientos en la mar, en 1571 se le otorgó el Adelantamiento Mayor Perpetuo de las Filipinas, a Miguel López de Legazpi, descubridor, conquistador de las Filipinas y fundador de Manila. Juan Altamirano de Velasco, II conde de Santiago de Calimaya, se casó con Luisa López de Legazpi, heredera del Adelantamiento, que a su vez provocó que todos los condes de Santiago posteriores ostentaran el Adelantamiento Mayor Perpetuo de las Filipinas. 
|  |  | | | | | | |  |  | Luis de Velasco y Castilla VIII Virrey de Nueva España I marqués de Salinas (1539-1617)                                                                                                 | | | | | |  |  | | | | | | |  |  |                                                                     |                                                                     |                                                                     |                                                                     |                                                                     |                                                                     |  |  |  |  |  |  |  |  |  |  |  |  |
|  |  | | | | | | |  |  | | | | | | |  |  | | | | | | |  |  |                                                                     |                                                                     |                                                                     |                                                                     |                                                                     |                                                                     |  |  |  |  |  |  |  |  |  |  |  |  |
|  |  | | | | | | |  |  | Francisco de Velasco e Ircio de Mendoza (Falleció antes que su padre) (1566-1608) | | | | | |  |  | | | | | | |  |  |                                                                     |                                                                     |                                                                     |                                                                     |                                                                     |                                                                     |  |  |  |  |  |  |  |  |  |  |  |  |
|  |  | | | | | | |  |  | | | | | | |  |  | | | | | | |  |  |                                                                     |                                                                     |                                                                     |                                                                     |                                                                     |                                                                     |  |  |  |  |  |  |  |  |  |  |  |  |
|  |  | Francisco Altamirano e Ircio y Castilla, I conde de Santiago (1589-1657)                                                | Francisco Altamirano e Ircio y Castilla, I conde de Santiago (1589-1657)                                                | Francisco Altamirano e Ircio y Castilla, I conde de Santiago (1589-1657)                                                | Francisco Altamirano e Ircio y Castilla, I conde de Santiago (1589-1657)                                                | Francisco Altamirano e Ircio y Castilla, I conde de Santiago (1589-1657)                                                | Francisco Altamirano e Ircio y Castilla, I conde de Santiago (1589-1657)                                                |  |  | María de Velasco e Ibarra (1589-1646) | María de Velasco e Ibarra (1589-1646) | María de Velasco e Ibarra (1589-1646) | María de Velasco e Ibarra (1589-1646) | María de Velasco e Ibarra (1589-1646) | María de Velasco e Ibarra (1589-1646) |  |  | | | | | | |  |  |                                                                     |                                                                     |                                                                     |                                                                     |                                                                     |                                                                     |  |  |  |  |  |  |  |  |  |  |  |  |
|  |  | Francisco Altamirano e Ircio y Castilla, I conde de Santiago (1589-1657)                                                | Francisco Altamirano e Ircio y Castilla, I conde de Santiago (1589-1657)                                                | Francisco Altamirano e Ircio y Castilla, I conde de Santiago (1589-1657)                                                | Francisco Altamirano e Ircio y Castilla, I conde de Santiago (1589-1657)                                                | Francisco Altamirano e Ircio y Castilla, I conde de Santiago (1589-1657)                                                | Francisco Altamirano e Ircio y Castilla, I conde de Santiago (1589-1657)                                                |  |  | María de Velasco e Ibarra (1589-1646) | María de Velasco e Ibarra (1589-1646) | María de Velasco e Ibarra (1589-1646) | María de Velasco e Ibarra (1589-1646) | María de Velasco e Ibarra (1589-1646) | María de Velasco e Ibarra (1589-1646) |  |  | | | | | | |  |  |                                                                     |                                                                     |                                                                     |                                                                     |                                                                     |                                                                     |  |  |  |  |  |  |  |  |  |  |  |  |
|  |  | | | | | | |  |  | | | | | | |  |  | | | | | | |  |  |                                                                     |                                                                     |                                                                     |                                                                     |                                                                     |                                                                     |  |  |  |  |  |  |  |  |  |  |  |  |
|  |  | | | | | Juan de Altamirano y Velasco, II conde de Santiago (1616-1661)                                                          | |  |  | | | | | | |  |  | | | | | | |  |  |                                                                     |                                                                     |                                                                     |                                                                     |                                                                     |                                                                     |  |  |  |  |  |  |  |  |  |  |  |  |
|  |  | | | | | | |  |  | | | | | | |  |  | | | | | | |  |  |                                                                     |                                                                     |                                                                     |                                                                     |                                                                     |                                                                     |  |  |  |  |  |  |  |  |  |  |  |  |
|  |  | | | | | Fernando de Altamirano y Legazpi, III conde de Santiago VI Adelantado Mayor Perpetuo Islas Filipinas (1640-1684)        | |  |  | | | | | | |  |  | | | | | | |  |  |                                                                     |                                                                     |                                                                     |                                                                     |                                                                     |                                                                     |  |  |  |  |  |  |  |  |  |  |  |  |
|  |  | | | | | | |  |  | | | | | | |  |  | | | | | | |  |  |                                                                     |                                                                     |                                                                     |                                                                     |                                                                     |                                                                     |  |  |  |  |  |  |  |  |  |  |  |  |
|  |  | | | | | | |  |  | | | | | | |  |  | | | | | | |  |  |                                                                     |                                                                     |                                                                     |                                                                     |                                                                     |                                                                     |  |  |  |  |  |  |  |  |  |  |  |  |
|  |  | Juan Francisco de Altamirano y Villegas, IV conde de Santiago VII Adelantado Mayor Perpetuo Islas Filipinas (1665-1698) | Juan Francisco de Altamirano y Villegas, IV conde de Santiago VII Adelantado Mayor Perpetuo Islas Filipinas (1665-1698) | Juan Francisco de Altamirano y Villegas, IV conde de Santiago VII Adelantado Mayor Perpetuo Islas Filipinas (1665-1698) | Juan Francisco de Altamirano y Villegas, IV conde de Santiago VII Adelantado Mayor Perpetuo Islas Filipinas (1665-1698) | Juan Francisco de Altamirano y Villegas, IV conde de Santiago VII Adelantado Mayor Perpetuo Islas Filipinas (1665-1698) | Juan Francisco de Altamirano y Villegas, IV conde de Santiago VII Adelantado Mayor Perpetuo Islas Filipinas (1665-1698) |  |  | Nicolás de Altamirano y Villegas, VI conde de Santiago VI marqués de Salinas VIII Adelantado Mayor Perpetuo Islas Filipinas (1677 -1721)                                                | Nicolás de Altamirano y Villegas, VI conde de Santiago VI marqués de Salinas VIII Adelantado Mayor Perpetuo Islas Filipinas (1677 -1721)                                          | Nicolás de Altamirano y Villegas, VI conde de Santiago VI marqués de Salinas VIII Adelantado Mayor Perpetuo Islas Filipinas (1677 -1721)                                          | Nicolás de Altamirano y Villegas, VI conde de Santiago VI marqués de Salinas VIII Adelantado Mayor Perpetuo Islas Filipinas (1677 -1721)                                          | Nicolás de Altamirano y Villegas, VI conde de Santiago VI marqués de Salinas VIII Adelantado Mayor Perpetuo Islas Filipinas (1677 -1721)                                          | Nicolás de Altamirano y Villegas, VI conde de Santiago VI marqués de Salinas VIII Adelantado Mayor Perpetuo Islas Filipinas (1677 -1721)                                          |  |  | | | | | | |  |  |                                                                     |                                                                     |                                                                     |                                                                     |                                                                     |                                                                     |  |  |  |  |  |  |  |  |  |  |  |  |
|  |  | Juan Francisco de Altamirano y Villegas, IV conde de Santiago VII Adelantado Mayor Perpetuo Islas Filipinas (1665-1698) | Juan Francisco de Altamirano y Villegas, IV conde de Santiago VII Adelantado Mayor Perpetuo Islas Filipinas (1665-1698) | Juan Francisco de Altamirano y Villegas, IV conde de Santiago VII Adelantado Mayor Perpetuo Islas Filipinas (1665-1698) | Juan Francisco de Altamirano y Villegas, IV conde de Santiago VII Adelantado Mayor Perpetuo Islas Filipinas (1665-1698) | Juan Francisco de Altamirano y Villegas, IV conde de Santiago VII Adelantado Mayor Perpetuo Islas Filipinas (1665-1698) | Juan Francisco de Altamirano y Villegas, IV conde de Santiago VII Adelantado Mayor Perpetuo Islas Filipinas (1665-1698) |  |  | Nicolás de Altamirano y Villegas, VI conde de Santiago VI marqués de Salinas VIII Adelantado Mayor Perpetuo Islas Filipinas (1677 -1721)                                                | Nicolás de Altamirano y Villegas, VI conde de Santiago VI marqués de Salinas VIII Adelantado Mayor Perpetuo Islas Filipinas (1677 -1721)                                          | Nicolás de Altamirano y Villegas, VI conde de Santiago VI marqués de Salinas VIII Adelantado Mayor Perpetuo Islas Filipinas (1677 -1721)                                          | Nicolás de Altamirano y Villegas, VI conde de Santiago VI marqués de Salinas VIII Adelantado Mayor Perpetuo Islas Filipinas (1677 -1721)                                          | Nicolás de Altamirano y Villegas, VI conde de Santiago VI marqués de Salinas VIII Adelantado Mayor Perpetuo Islas Filipinas (1677 -1721)                                          | Nicolás de Altamirano y Villegas, VI conde de Santiago VI marqués de Salinas VIII Adelantado Mayor Perpetuo Islas Filipinas (1677 -1721)                                          |  |  | | | | | | |  |  |                                                                     |                                                                     |                                                                     |                                                                     |                                                                     |                                                                     |  |  |  |  |  |  |  |  |  |  |  |  |
|  |  | Fernando de Altamirano y Mendoza, V conde de Santiago (1697-1698)                                                       | Fernando de Altamirano y Mendoza, V conde de Santiago (1697-1698)                                                       | Fernando de Altamirano y Mendoza, V conde de Santiago (1697-1698)                                                       | Fernando de Altamirano y Mendoza, V conde de Santiago (1697-1698)                                                       | Fernando de Altamirano y Mendoza, V conde de Santiago (1697-1698)                                                       | Fernando de Altamirano y Mendoza, V conde de Santiago (1697-1698)                                                       |  |  | Juan Altamirano de Velasco y Gorráez, VII conde de Santiago VII marqués de Salinas IX Adelantado Mayor Perpetuo Islas Filipinas (1711-1752)                                             | Juan Altamirano de Velasco y Gorráez, VII conde de Santiago VII marqués de Salinas IX Adelantado Mayor Perpetuo Islas Filipinas (1711-1752)                                       | Juan Altamirano de Velasco y Gorráez, VII conde de Santiago VII marqués de Salinas IX Adelantado Mayor Perpetuo Islas Filipinas (1711-1752)                                       | Juan Altamirano de Velasco y Gorráez, VII conde de Santiago VII marqués de Salinas IX Adelantado Mayor Perpetuo Islas Filipinas (1711-1752)                                       | Juan Altamirano de Velasco y Gorráez, VII conde de Santiago VII marqués de Salinas IX Adelantado Mayor Perpetuo Islas Filipinas (1711-1752)                                       | Juan Altamirano de Velasco y Gorráez, VII conde de Santiago VII marqués de Salinas IX Adelantado Mayor Perpetuo Islas Filipinas (1711-1752)                                       |  |  | | | | | | |  |  |                                                                     |                                                                     |                                                                     |                                                                     |                                                                     |                                                                     |  |  |  |  |  |  |  |  |  |  |  |  |
|  |  | Fernando de Altamirano y Mendoza, V conde de Santiago (1697-1698)                                                       | Fernando de Altamirano y Mendoza, V conde de Santiago (1697-1698)                                                       | Fernando de Altamirano y Mendoza, V conde de Santiago (1697-1698)                                                       | Fernando de Altamirano y Mendoza, V conde de Santiago (1697-1698)                                                       | Fernando de Altamirano y Mendoza, V conde de Santiago (1697-1698)                                                       | Fernando de Altamirano y Mendoza, V conde de Santiago (1697-1698)                                                       |  |  | Juan Altamirano de Velasco y Gorráez, VII conde de Santiago VII marqués de Salinas IX Adelantado Mayor Perpetuo Islas Filipinas (1711-1752)                                             | Juan Altamirano de Velasco y Gorráez, VII conde de Santiago VII marqués de Salinas IX Adelantado Mayor Perpetuo Islas Filipinas (1711-1752)                                       | Juan Altamirano de Velasco y Gorráez, VII conde de Santiago VII marqués de Salinas IX Adelantado Mayor Perpetuo Islas Filipinas (1711-1752)                                       | Juan Altamirano de Velasco y Gorráez, VII conde de Santiago VII marqués de Salinas IX Adelantado Mayor Perpetuo Islas Filipinas (1711-1752)                                       | Juan Altamirano de Velasco y Gorráez, VII conde de Santiago VII marqués de Salinas IX Adelantado Mayor Perpetuo Islas Filipinas (1711-1752)                                       | Juan Altamirano de Velasco y Gorráez, VII conde de Santiago VII marqués de Salinas IX Adelantado Mayor Perpetuo Islas Filipinas (1711-1752)                                       |  |  | | | | | | |  |  |                                                                     |                                                                     |                                                                     |                                                                     |                                                                     |                                                                     |  |  |  |  |  |  |  |  |  |  |  |  |
|  |  | | | | | | |  |  | Juan Altamirano de Velasco Urrútia-Vergara, VIII conde de Santiago VIII marqués de Salinas IV marqués de Salvatierra de Peralta X Adelantado Mayor Perpetuo Islas Filipinas (1733-1793) | | | | | |  |  | | | | | | |  |  |                                                                     |                                                                     |                                                                     |                                                                     |                                                                     |                                                                     |  |  |  |  |  |  |  |  |  |  |  |  |
|  |  | | | | | | |  |  | | | | | | |  |  | | | | | | |  |  |                                                                     |                                                                     |                                                                     |                                                                     |                                                                     |                                                                     |  |  |  |  |  |  |  |  |  |  |  |  |
|  |  | | | | | | |  |  | | | | | | |  |  | | | | | | |  |  |                                                                     |                                                                     |                                                                     |                                                                     |                                                                     |                                                                     |  |  |  |  |  |  |  |  |  |  |  |  |
|  |  | | | | | | |  |  | María Altamirano de Velasco y Ovando, IX condesa de Santiago IX marquesa de Salinas V marquesa de Salvatierra de Peralta XI Adelantada Mayor Perpetuo Islas Filipinas (1763-1802)       | María Altamirano de Velasco y Ovando, IX condesa de Santiago IX marquesa de Salinas V marquesa de Salvatierra de Peralta XI Adelantada Mayor Perpetuo Islas Filipinas (1763-1802) | María Altamirano de Velasco y Ovando, IX condesa de Santiago IX marquesa de Salinas V marquesa de Salvatierra de Peralta XI Adelantada Mayor Perpetuo Islas Filipinas (1763-1802) | María Altamirano de Velasco y Ovando, IX condesa de Santiago IX marquesa de Salinas V marquesa de Salvatierra de Peralta XI Adelantada Mayor Perpetuo Islas Filipinas (1763-1802) | María Altamirano de Velasco y Ovando, IX condesa de Santiago IX marquesa de Salinas V marquesa de Salvatierra de Peralta XI Adelantada Mayor Perpetuo Islas Filipinas (1763-1802) | María Altamirano de Velasco y Ovando, IX condesa de Santiago IX marquesa de Salinas V marquesa de Salvatierra de Peralta XI Adelantada Mayor Perpetuo Islas Filipinas (1763-1802) |  |  | Ana Altamirano de Velasco y Ovando, X condesa de Santiago X marquesa de Salinas XII Adelantada Mayor Perpetuo Islas Filipinas (1766-1809) | Ana Altamirano de Velasco y Ovando, X condesa de Santiago X marquesa de Salinas XII Adelantada Mayor Perpetuo Islas Filipinas (1766-1809) | Ana Altamirano de Velasco y Ovando, X condesa de Santiago X marquesa de Salinas XII Adelantada Mayor Perpetuo Islas Filipinas (1766-1809) | Ana Altamirano de Velasco y Ovando, X condesa de Santiago X marquesa de Salinas XII Adelantada Mayor Perpetuo Islas Filipinas (1766-1809) | Ana Altamirano de Velasco y Ovando, X condesa de Santiago X marquesa de Salinas XII Adelantada Mayor Perpetuo Islas Filipinas (1766-1809) | Ana Altamirano de Velasco y Ovando, X condesa de Santiago X marquesa de Salinas XII Adelantada Mayor Perpetuo Islas Filipinas (1766-1809) |  |  | Ignacio Leonel de Cervantes y Padilla (1762-1812)                   | Ignacio Leonel de Cervantes y Padilla (1762-1812)                   | Ignacio Leonel de Cervantes y Padilla (1762-1812)                   | Ignacio Leonel de Cervantes y Padilla (1762-1812)                   | Ignacio Leonel de Cervantes y Padilla (1762-1812)                   | Ignacio Leonel de Cervantes y Padilla (1762-1812)                   |  |  |  |  |  |  |  |  |  |  |  |  |
|  |  | | | | | | |  |  | María Altamirano de Velasco y Ovando, IX condesa de Santiago IX marquesa de Salinas V marquesa de Salvatierra de Peralta XI Adelantada Mayor Perpetuo Islas Filipinas (1763-1802)       | María Altamirano de Velasco y Ovando, IX condesa de Santiago IX marquesa de Salinas V marquesa de Salvatierra de Peralta XI Adelantada Mayor Perpetuo Islas Filipinas (1763-1802) | María Altamirano de Velasco y Ovando, IX condesa de Santiago IX marquesa de Salinas V marquesa de Salvatierra de Peralta XI Adelantada Mayor Perpetuo Islas Filipinas (1763-1802) | María Altamirano de Velasco y Ovando, IX condesa de Santiago IX marquesa de Salinas V marquesa de Salvatierra de Peralta XI Adelantada Mayor Perpetuo Islas Filipinas (1763-1802) | María Altamirano de Velasco y Ovando, IX condesa de Santiago IX marquesa de Salinas V marquesa de Salvatierra de Peralta XI Adelantada Mayor Perpetuo Islas Filipinas (1763-1802) | María Altamirano de Velasco y Ovando, IX condesa de Santiago IX marquesa de Salinas V marquesa de Salvatierra de Peralta XI Adelantada Mayor Perpetuo Islas Filipinas (1763-1802) |  |  | Ana Altamirano de Velasco y Ovando, X condesa de Santiago X marquesa de Salinas XII Adelantada Mayor Perpetuo Islas Filipinas (1766-1809) | Ana Altamirano de Velasco y Ovando, X condesa de Santiago X marquesa de Salinas XII Adelantada Mayor Perpetuo Islas Filipinas (1766-1809) | Ana Altamirano de Velasco y Ovando, X condesa de Santiago X marquesa de Salinas XII Adelantada Mayor Perpetuo Islas Filipinas (1766-1809) | Ana Altamirano de Velasco y Ovando, X condesa de Santiago X marquesa de Salinas XII Adelantada Mayor Perpetuo Islas Filipinas (1766-1809) | Ana Altamirano de Velasco y Ovando, X condesa de Santiago X marquesa de Salinas XII Adelantada Mayor Perpetuo Islas Filipinas (1766-1809) | Ana Altamirano de Velasco y Ovando, X condesa de Santiago X marquesa de Salinas XII Adelantada Mayor Perpetuo Islas Filipinas (1766-1809) |  |  | Ignacio Leonel de Cervantes y Padilla (1762-1812)                   | Ignacio Leonel de Cervantes y Padilla (1762-1812)                   | Ignacio Leonel de Cervantes y Padilla (1762-1812)                   | Ignacio Leonel de Cervantes y Padilla (1762-1812)                   | Ignacio Leonel de Cervantes y Padilla (1762-1812)                   | Ignacio Leonel de Cervantes y Padilla (1762-1812)                   |  |  |  |  |  |  |  |  |  |  |  |  |
|  |  | | | | | | |  |  | | | | | | |  |  | | | | | | |  |  |                                                                     |                                                                     |                                                                     |                                                                     |                                                                     |                                                                     |  |  |  |  |  |  |  |  |  |  |  |  |
|  |  | | | | | | |  |  | | | | | | |  |  | | | | | José María de Cervantes y Velasco, XI conde de Santiago XI marqués de Salinas XIII Adelantado Mayor Perpetuo Islas Filipinas (1786-1856)  | |  |  |                                                                     |                                                                     |                                                                     |                                                                     |                                                                     |                                                                     |  |  |  |  |  |  |  |  |  |  |  |  |
|  |  | | | | | | |  |  | | | | | | |  |  | | | | | | |  |  |                                                                     |                                                                     |                                                                     |                                                                     |                                                                     |                                                                     |  |  |  |  |  |  |  |  |  |  |  |  |
|  |  | | | | | | |  |  | | | | | | |  |  | | | | | | |  |  |                                                                     |                                                                     |                                                                     |                                                                     |                                                                     |                                                                     |  |  |  |  |  |  |  |  |  |  |  |  |
|  |  | | | | | | |  |  | | | | | | |  |  | José Juan de Cervantes y Michaus, XII conde de Santiago XIV Adelantado Mayor Perpetuo Islas Filipinas (1810-1874)                         | José Juan de Cervantes y Michaus, XII conde de Santiago XIV Adelantado Mayor Perpetuo Islas Filipinas (1810-1874)                         | José Juan de Cervantes y Michaus, XII conde de Santiago XIV Adelantado Mayor Perpetuo Islas Filipinas (1810-1874)                         | José Juan de Cervantes y Michaus, XII conde de Santiago XIV Adelantado Mayor Perpetuo Islas Filipinas (1810-1874)                         | José Juan de Cervantes y Michaus, XII conde de Santiago XIV Adelantado Mayor Perpetuo Islas Filipinas (1810-1874)                         | José Juan de Cervantes y Michaus, XII conde de Santiago XIV Adelantado Mayor Perpetuo Islas Filipinas (1810-1874)                         |  |  | José María de Cervantes y Ozta XII marqués de Salinas (1818-1867)   | José María de Cervantes y Ozta XII marqués de Salinas (1818-1867)   | José María de Cervantes y Ozta XII marqués de Salinas (1818-1867)   | José María de Cervantes y Ozta XII marqués de Salinas (1818-1867)   | José María de Cervantes y Ozta XII marqués de Salinas (1818-1867)   | José María de Cervantes y Ozta XII marqués de Salinas (1818-1867)   |  |  |  |  |  |  |  |  |  |  |  |  |
|  |  | | | | | | |  |  | | | | | | |  |  | José Juan de Cervantes y Michaus, XII conde de Santiago XIV Adelantado Mayor Perpetuo Islas Filipinas (1810-1874)                         | José Juan de Cervantes y Michaus, XII conde de Santiago XIV Adelantado Mayor Perpetuo Islas Filipinas (1810-1874)                         | José Juan de Cervantes y Michaus, XII conde de Santiago XIV Adelantado Mayor Perpetuo Islas Filipinas (1810-1874)                         | José Juan de Cervantes y Michaus, XII conde de Santiago XIV Adelantado Mayor Perpetuo Islas Filipinas (1810-1874)                         | José Juan de Cervantes y Michaus, XII conde de Santiago XIV Adelantado Mayor Perpetuo Islas Filipinas (1810-1874)                         | José Juan de Cervantes y Michaus, XII conde de Santiago XIV Adelantado Mayor Perpetuo Islas Filipinas (1810-1874)                         |  |  | José María de Cervantes y Ozta XII marqués de Salinas (1818-1867)   | José María de Cervantes y Ozta XII marqués de Salinas (1818-1867)   | José María de Cervantes y Ozta XII marqués de Salinas (1818-1867)   | José María de Cervantes y Ozta XII marqués de Salinas (1818-1867)   | José María de Cervantes y Ozta XII marqués de Salinas (1818-1867)   | José María de Cervantes y Ozta XII marqués de Salinas (1818-1867)   |  |  |  |  |  |  |  |  |  |  |  |  |
|  |  | | | | | | |  |  | | | | | | |  |  | Antonio de Padua Cervantes y Pliego, XIII conde de Santiago XV Adelantado Mayor Perpetuo Islas Filipinas (1865-?)                         | Antonio de Padua Cervantes y Pliego, XIII conde de Santiago XV Adelantado Mayor Perpetuo Islas Filipinas (1865-?)                         | Antonio de Padua Cervantes y Pliego, XIII conde de Santiago XV Adelantado Mayor Perpetuo Islas Filipinas (1865-?)                         | Antonio de Padua Cervantes y Pliego, XIII conde de Santiago XV Adelantado Mayor Perpetuo Islas Filipinas (1865-?)                         | Antonio de Padua Cervantes y Pliego, XIII conde de Santiago XV Adelantado Mayor Perpetuo Islas Filipinas (1865-?)                         | Antonio de Padua Cervantes y Pliego, XIII conde de Santiago XV Adelantado Mayor Perpetuo Islas Filipinas (1865-?)                         |  |  | José Ignacio Cervantes y Ayestarán XIII marqués de Salinas (1840-?) | José Ignacio Cervantes y Ayestarán XIII marqués de Salinas (1840-?) | José Ignacio Cervantes y Ayestarán XIII marqués de Salinas (1840-?) | José Ignacio Cervantes y Ayestarán XIII marqués de Salinas (1840-?) | José Ignacio Cervantes y Ayestarán XIII marqués de Salinas (1840-?) | José Ignacio Cervantes y Ayestarán XIII marqués de Salinas (1840-?) |  |  |  |  |  |  |  |  |  |  |  |  |
|  |  | | | | | | |  |  | | | | | | |  |  | Antonio de Padua Cervantes y Pliego, XIII conde de Santiago XV Adelantado Mayor Perpetuo Islas Filipinas (1865-?)                         | Antonio de Padua Cervantes y Pliego, XIII conde de Santiago XV Adelantado Mayor Perpetuo Islas Filipinas (1865-?)                         | Antonio de Padua Cervantes y Pliego, XIII conde de Santiago XV Adelantado Mayor Perpetuo Islas Filipinas (1865-?)                         | Antonio de Padua Cervantes y Pliego, XIII conde de Santiago XV Adelantado Mayor Perpetuo Islas Filipinas (1865-?)                         | Antonio de Padua Cervantes y Pliego, XIII conde de Santiago XV Adelantado Mayor Perpetuo Islas Filipinas (1865-?)                         | Antonio de Padua Cervantes y Pliego, XIII conde de Santiago XV Adelantado Mayor Perpetuo Islas Filipinas (1865-?)                         |  |  | José Ignacio Cervantes y Ayestarán XIII marqués de Salinas (1840-?) | José Ignacio Cervantes y Ayestarán XIII marqués de Salinas (1840-?) | José Ignacio Cervantes y Ayestarán XIII marqués de Salinas (1840-?) | José Ignacio Cervantes y Ayestarán XIII marqués de Salinas (1840-?) | José Ignacio Cervantes y Ayestarán XIII marqués de Salinas (1840-?) | José Ignacio Cervantes y Ayestarán XIII marqués de Salinas (1840-?) |  |  |  |  |  |  |  |  |  |  |  |  |

Durante el siglo XIX y a raíz de la Independencia de México, los títulos cayeron en desuso. En el siglo XX fueron rehabilitados en España, sin relación con los descendientes en México. El marquesado de Salinas de Río Pisuegra fue rehabilitado y actualmente lo ostenta el duque consorte de Ansola. El condado de Santiago de Calimaya actualmente lo ostenta  Myriam Bores y de Urquijo.

### Árbol genealógico Marqueses de Santa Fe y Rivas Cacho

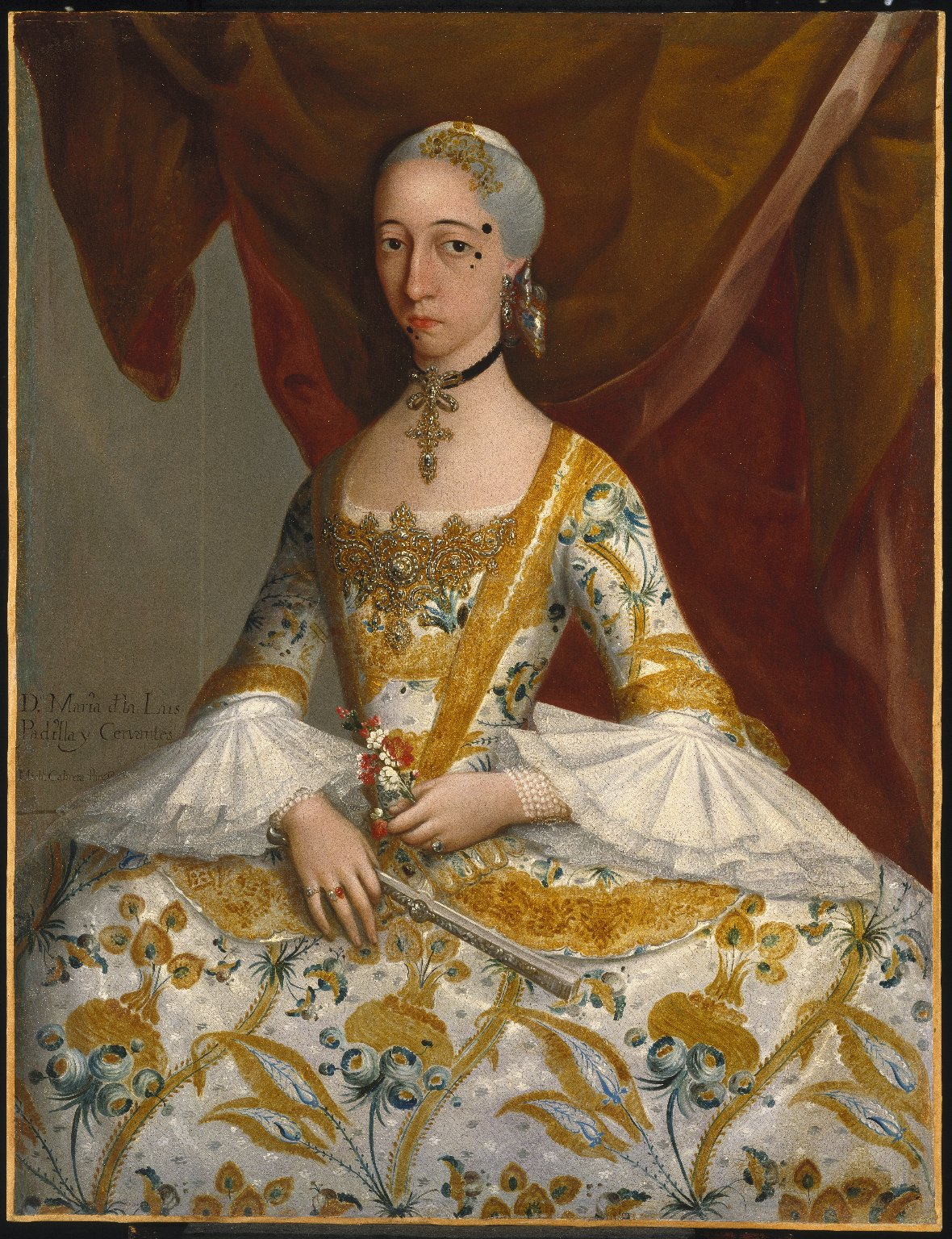
María de la Luz de Padilla y Cervantes.

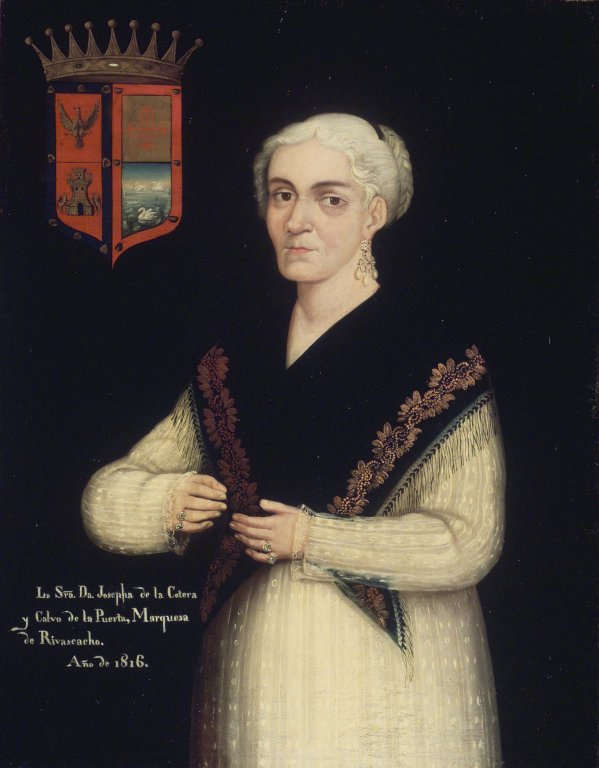
Josefa de la Cotera y Calvo de la Puerta, III marquesa de Rivas Cacho.

También referidos como Marqueses de Santa Fe de Guardiola y Marqueses de Rivascacho o Rivas-Cacho.

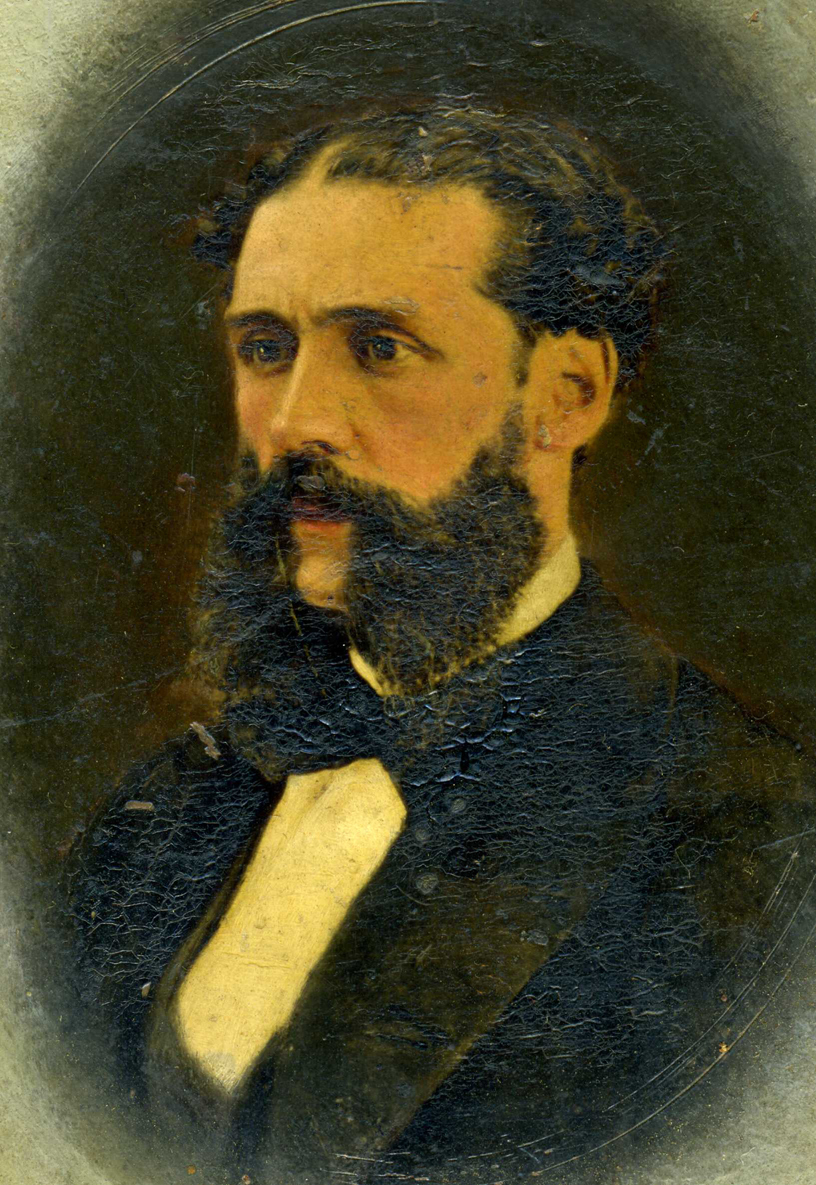
José
Javier de Cervantes y Ozta, XI marqués de Santa Fe de Guardiola.

El Marquesado de Santa Fe de Guardiola es un título nobiliario español creado en 1691 por el rey Carlos II de España a favor de Juan Bartolomé de Padilla Guardiola y Guzmán, Oidor de la Real Audiencia de la Nueva España.

El Marquesado de Rivas Cacho es un título nobiliario español creado en 1764 por el rey Carlos III de España a favor de Manuel de Rivas Cacho.  Era originario de Peñacastillo, Santander en la actual Cantabria, sin embargo llevaba afincado en el Virreinato de Nueva España, donde se desempeñaba como Coronel.
|  |  | Juan Bartolomé de Padilla Guardiola y Guzmán, I marqués de Santa Fe de Guardiola (1643-?) |                                                                                 |                                                                                 |                                                                                 | | | | | | | | | | |                                                                   |                                                                   | | | | | | |                                                                                                   |                                                                                                   |                                                                                                   |                                                                                                   |                                                                                       |                                                                                       |                                                                                       |                                                                                       |                                                             |                                                             |                                                             |                                                             |  |  |                                                                      |                                                                      |                                                                      |                                                                      |                                                                      |                                                                      |  |  |  |  |  |  |  |  |  |  |  |  |  |  |  |  |  |  |
|  |  |                                                                                           |                                                                                 |                                                                                 |                                                                                 | | | | | | | | | | |                                                                   |                                                                   | | | | | | |                                                                                                   |                                                                                                   |                                                                                                   |                                                                                                   |                                                                                       |                                                                                       |                                                                                       |                                                                                       |                                                             |                                                             |                                                             |                                                             |  |  |                                                                      |                                                                      |                                                                      |                                                                      |                                                                      |                                                                      |  |  |  |  |  |  |  |  |  |  |  |  |  |  |  |  |  |  |
|  |  | Juan Alfonso de Padilla y Gómez de Arratia, II marqués de Santa Fe de Guardiola           | Juan Alfonso de Padilla y Gómez de Arratia, II marqués de Santa Fe de Guardiola | Juan Alfonso de Padilla y Gómez de Arratia, II marqués de Santa Fe de Guardiola | Juan Alfonso de Padilla y Gómez de Arratia, II marqués de Santa Fe de Guardiola | Juan Alfonso de Padilla y Gómez de Arratia, II marqués de Santa Fe de Guardiola                    | Juan Alfonso de Padilla y Gómez de Arratia, II marqués de Santa Fe de Guardiola                    | | | | | | | | |                                                                   |                                                                   | Juan Leonel de Cervantes y Rivadeneyra (A su vez también era tío abuelo de Ignacio Leonel de Cervantes) | Juan Leonel de Cervantes y Rivadeneyra (A su vez también era tío abuelo de Ignacio Leonel de Cervantes) | Juan Leonel de Cervantes y Rivadeneyra (A su vez también era tío abuelo de Ignacio Leonel de Cervantes) | Juan Leonel de Cervantes y Rivadeneyra (A su vez también era tío abuelo de Ignacio Leonel de Cervantes) | Juan Leonel de Cervantes y Rivadeneyra (A su vez también era tío abuelo de Ignacio Leonel de Cervantes) | Juan Leonel de Cervantes y Rivadeneyra (A su vez también era tío abuelo de Ignacio Leonel de Cervantes) |                                                                                                   |                                                                                                   |                                                                                                   |                                                                                                   |                                                                                       |                                                                                       |                                                                                       |                                                                                       |                                                             |                                                             |                                                             |                                                             |  |  |                                                                      |                                                                      |                                                                      |                                                                      |                                                                      |                                                                      |  |  |  |  |  |  |  |  |  |  |  |  |  |  |  |  |  |  |
|  |  | Juan Alfonso de Padilla y Gómez de Arratia, II marqués de Santa Fe de Guardiola           | Juan Alfonso de Padilla y Gómez de Arratia, II marqués de Santa Fe de Guardiola | Juan Alfonso de Padilla y Gómez de Arratia, II marqués de Santa Fe de Guardiola | Juan Alfonso de Padilla y Gómez de Arratia, II marqués de Santa Fe de Guardiola | Juan Alfonso de Padilla y Gómez de Arratia, II marqués de Santa Fe de Guardiola                    | Juan Alfonso de Padilla y Gómez de Arratia, II marqués de Santa Fe de Guardiola                    | | | | | | | | |                                                                   |                                                                   | Juan Leonel de Cervantes y Rivadeneyra (A su vez también era tío abuelo de Ignacio Leonel de Cervantes) | Juan Leonel de Cervantes y Rivadeneyra (A su vez también era tío abuelo de Ignacio Leonel de Cervantes) | Juan Leonel de Cervantes y Rivadeneyra (A su vez también era tío abuelo de Ignacio Leonel de Cervantes) | Juan Leonel de Cervantes y Rivadeneyra (A su vez también era tío abuelo de Ignacio Leonel de Cervantes) | Juan Leonel de Cervantes y Rivadeneyra (A su vez también era tío abuelo de Ignacio Leonel de Cervantes) | Juan Leonel de Cervantes y Rivadeneyra (A su vez también era tío abuelo de Ignacio Leonel de Cervantes) |                                                                                                   |                                                                                                   |                                                                                                   |                                                                                                   |                                                                                       |                                                                                       |                                                                                       |                                                                                       |                                                             |                                                             |                                                             |                                                             |  |  |                                                                      |                                                                      |                                                                      |                                                                      |                                                                      |                                                                      |  |  |  |  |  |  |  |  |  |  |  |  |  |  |  |  |  |  |
|  |  |                                                                                           |                                                                                 |                                                                                 |                                                                                 | | | | | | | | | | |                                                                   |                                                                   | | | | | | |                                                                                                   |                                                                                                   |                                                                                                   |                                                                                                   |                                                                                       |                                                                                       |                                                                                       |                                                                                       |                                                             |                                                             |                                                             |                                                             |  |  |                                                                      |                                                                      |                                                                      |                                                                      |                                                                      |                                                                      |  |  |  |  |  |  |  |  |  |  |  |  |  |  |  |  |  |  |
|  |  | José de Padilla y Estrada, III marqués de Santa Fe de Guardiola                           | José de Padilla y Estrada, III marqués de Santa Fe de Guardiola                 | José de Padilla y Estrada, III marqués de Santa Fe de Guardiola                 | José de Padilla y Estrada, III marqués de Santa Fe de Guardiola                 | José de Padilla y Estrada, III marqués de Santa Fe de Guardiola                                    | José de Padilla y Estrada, III marqués de Santa Fe de Guardiola                                    | | | José Gregorio de Padilla y Estrada IV marqués de Santa Fe de Guardiola (1694-1751)                                                      | José Gregorio de Padilla y Estrada IV marqués de Santa Fe de Guardiola (1694-1751)                                                      | José Gregorio de Padilla y Estrada IV marqués de Santa Fe de Guardiola (1694-1751)                                                      | José Gregorio de Padilla y Estrada IV marqués de Santa Fe de Guardiola (1694-1751)                                                      | José Gregorio de Padilla y Estrada IV marqués de Santa Fe de Guardiola (1694-1751)                                                      | José Gregorio de Padilla y Estrada IV marqués de Santa Fe de Guardiola (1694-1751)                                                      |                                                                   |                                                                   | Juana de Cervantes y Gorráez-Beaumont (1708-1746)                                                       | Juana de Cervantes y Gorráez-Beaumont (1708-1746)                                                       | Juana de Cervantes y Gorráez-Beaumont (1708-1746)                                                       | Juana de Cervantes y Gorráez-Beaumont (1708-1746)                                                       | Juana de Cervantes y Gorráez-Beaumont (1708-1746)                                                       | Juana de Cervantes y Gorráez-Beaumont (1708-1746)                                                       |                                                                                                   |                                                                                                   |                                                                                                   |                                                                                                   |                                                                                       |                                                                                       |                                                                                       |                                                                                       |                                                             |                                                             |                                                             |                                                             |  |  |                                                                      |                                                                      |                                                                      |                                                                      |                                                                      |                                                                      |  |  |  |  |  |  |  |  |  |  |  |  |  |  |  |  |  |  |
|  |  | José de Padilla y Estrada, III marqués de Santa Fe de Guardiola                           | José de Padilla y Estrada, III marqués de Santa Fe de Guardiola                 | José de Padilla y Estrada, III marqués de Santa Fe de Guardiola                 | José de Padilla y Estrada, III marqués de Santa Fe de Guardiola                 | José de Padilla y Estrada, III marqués de Santa Fe de Guardiola                                    | José de Padilla y Estrada, III marqués de Santa Fe de Guardiola                                    | | | José Gregorio de Padilla y Estrada IV marqués de Santa Fe de Guardiola (1694-1751)                                                      | José Gregorio de Padilla y Estrada IV marqués de Santa Fe de Guardiola (1694-1751)                                                      | José Gregorio de Padilla y Estrada IV marqués de Santa Fe de Guardiola (1694-1751)                                                      | José Gregorio de Padilla y Estrada IV marqués de Santa Fe de Guardiola (1694-1751)                                                      | José Gregorio de Padilla y Estrada IV marqués de Santa Fe de Guardiola (1694-1751)                                                      | José Gregorio de Padilla y Estrada IV marqués de Santa Fe de Guardiola (1694-1751)                                                      |                                                                   |                                                                   | Juana de Cervantes y Gorráez-Beaumont (1708-1746)                                                       | Juana de Cervantes y Gorráez-Beaumont (1708-1746)                                                       | Juana de Cervantes y Gorráez-Beaumont (1708-1746)                                                       | Juana de Cervantes y Gorráez-Beaumont (1708-1746)                                                       | Juana de Cervantes y Gorráez-Beaumont (1708-1746)                                                       | Juana de Cervantes y Gorráez-Beaumont (1708-1746)                                                       |                                                                                                   |                                                                                                   |                                                                                                   |                                                                                                   |                                                                                       |                                                                                       |                                                                                       |                                                                                       |                                                             |                                                             |                                                             |                                                             |  |  |                                                                      |                                                                      |                                                                      |                                                                      |                                                                      |                                                                      |  |  |  |  |  |  |  |  |  |  |  |  |  |  |  |  |  |  |
|  |  |                                                                                           |                                                                                 |                                                                                 |                                                                                 | | | | | | | | | | |                                                                   |                                                                   | | | | | | |                                                                                                   |                                                                                                   |                                                                                                   |                                                                                                   |                                                                                       |                                                                                       |                                                                                       |                                                                                       |                                                             |                                                             |                                                             |                                                             |  |  |                                                                      |                                                                      |                                                                      |                                                                      |                                                                      |                                                                      |  |  |  |  |  |  |  |  |  |  |  |  |  |  |  |  |  |  |
|  |  |                                                                                           |                                                                                 |                                                                                 |                                                                                 | | | | | | | | | | |                                                                   |                                                                   | | | | | | |                                                                                                   |                                                                                                   |                                                                                                   |                                                                                                   |                                                                                       |                                                                                       |                                                                                       |                                                                                       |                                                             |                                                             |                                                             |                                                             |  |  |                                                                      |                                                                      |                                                                      |                                                                      |                                                                      |                                                                      |  |  |  |  |  |  |  |  |  |  |  |  |  |  |  |  |  |  |
|  |  |                                                                                           |                                                                                 |                                                                                 |                                                                                 | | | | | María de la Luz de Padilla y Cervantes (1734-?)                                                                                         | María de la Luz de Padilla y Cervantes (1734-?)                                                                                         | María de la Luz de Padilla y Cervantes (1734-?)                                                                                         | María de la Luz de Padilla y Cervantes (1734-?)                                                                                         | María de la Luz de Padilla y Cervantes (1734-?)                                                                                         | María de la Luz de Padilla y Cervantes (1734-?)                                                                                         |                                                                   |                                                                   | José de Padilla y Gómez de Cervantes V marqués de Santa Fe de Guardiola (1737-1792)                     | José de Padilla y Gómez de Cervantes V marqués de Santa Fe de Guardiola (1737-1792)                     | José de Padilla y Gómez de Cervantes V marqués de Santa Fe de Guardiola (1737-1792)                     | José de Padilla y Gómez de Cervantes V marqués de Santa Fe de Guardiola (1737-1792)                     | José de Padilla y Gómez de Cervantes V marqués de Santa Fe de Guardiola (1737-1792)                     | José de Padilla y Gómez de Cervantes V marqués de Santa Fe de Guardiola (1737-1792)                     |                                                                                                   |                                                                                                   |                                                                                                   |                                                                                                   |                                                                                       |                                                                                       |                                                                                       |                                                                                       |                                                             |                                                             |                                                             |                                                             |  |  |                                                                      |                                                                      |                                                                      |                                                                      |                                                                      |                                                                      |  |  |  |  |  |  |  |  |  |  |  |  |  |  |  |  |  |  |
|  |  |                                                                                           |                                                                                 |                                                                                 |                                                                                 | | | | | María de la Luz de Padilla y Cervantes (1734-?)                                                                                         | María de la Luz de Padilla y Cervantes (1734-?)                                                                                         | María de la Luz de Padilla y Cervantes (1734-?)                                                                                         | María de la Luz de Padilla y Cervantes (1734-?)                                                                                         | María de la Luz de Padilla y Cervantes (1734-?)                                                                                         | María de la Luz de Padilla y Cervantes (1734-?)                                                                                         |                                                                   |                                                                   | José de Padilla y Gómez de Cervantes V marqués de Santa Fe de Guardiola (1737-1792)                     | José de Padilla y Gómez de Cervantes V marqués de Santa Fe de Guardiola (1737-1792)                     | José de Padilla y Gómez de Cervantes V marqués de Santa Fe de Guardiola (1737-1792)                     | José de Padilla y Gómez de Cervantes V marqués de Santa Fe de Guardiola (1737-1792)                     | José de Padilla y Gómez de Cervantes V marqués de Santa Fe de Guardiola (1737-1792)                     | José de Padilla y Gómez de Cervantes V marqués de Santa Fe de Guardiola (1737-1792)                     |                                                                                                   |                                                                                                   |                                                                                                   |                                                                                                   |                                                                                       |                                                                                       |                                                                                       |                                                                                       |                                                             |                                                             |                                                             |                                                             |  |  |                                                                      |                                                                      |                                                                      |                                                                      |                                                                      |                                                                      |  |  |  |  |  |  |  |  |  |  |  |  |  |  |  |  |  |  |
|  |  | María Josefa de la Cótera y Calvo III marquesa de Rivas Cacho (1764-1823)                 | María Josefa de la Cótera y Calvo III marquesa de Rivas Cacho (1764-1823)       | María Josefa de la Cótera y Calvo III marquesa de Rivas Cacho (1764-1823)       | María Josefa de la Cótera y Calvo III marquesa de Rivas Cacho (1764-1823)       | María Josefa de la Cótera y Calvo III marquesa de Rivas Cacho (1764-1823)                          | María Josefa de la Cótera y Calvo III marquesa de Rivas Cacho (1764-1823)                          | | | Ignacio Leonel de Cervantes y Padilla Conde de Santiago Marqués de Salinas Adelantado Mayor Perpetuo de las Islas Filipinas (1762-1812) | Ignacio Leonel de Cervantes y Padilla Conde de Santiago Marqués de Salinas Adelantado Mayor Perpetuo de las Islas Filipinas (1762-1812) | Ignacio Leonel de Cervantes y Padilla Conde de Santiago Marqués de Salinas Adelantado Mayor Perpetuo de las Islas Filipinas (1762-1812) | Ignacio Leonel de Cervantes y Padilla Conde de Santiago Marqués de Salinas Adelantado Mayor Perpetuo de las Islas Filipinas (1762-1812) | Ignacio Leonel de Cervantes y Padilla Conde de Santiago Marqués de Salinas Adelantado Mayor Perpetuo de las Islas Filipinas (1762-1812) | Ignacio Leonel de Cervantes y Padilla Conde de Santiago Marqués de Salinas Adelantado Mayor Perpetuo de las Islas Filipinas (1762-1812) |                                                                   |                                                                   | María Ana de Padilla y Cotera VI marquesa de Santa Fe de Guardiola (1774-?)                             | María Ana de Padilla y Cotera VI marquesa de Santa Fe de Guardiola (1774-?)                             | María Ana de Padilla y Cotera VI marquesa de Santa Fe de Guardiola (1774-?)                             | María Ana de Padilla y Cotera VI marquesa de Santa Fe de Guardiola (1774-?)                             | María Ana de Padilla y Cotera VI marquesa de Santa Fe de Guardiola (1774-?)                             | María Ana de Padilla y Cotera VI marquesa de Santa Fe de Guardiola (1774-?)                             |                                                                                                   |                                                                                                   |                                                                                                   |                                                                                                   |                                                                                       |                                                                                       |                                                                                       |                                                                                       |                                                             |                                                             |                                                             |                                                             |  |  |                                                                      |                                                                      |                                                                      |                                                                      |                                                                      |                                                                      |  |  |  |  |  |  |  |  |  |  |  |  |  |  |  |  |  |  |
|  |  | María Josefa de la Cótera y Calvo III marquesa de Rivas Cacho (1764-1823)                 | María Josefa de la Cótera y Calvo III marquesa de Rivas Cacho (1764-1823)       | María Josefa de la Cótera y Calvo III marquesa de Rivas Cacho (1764-1823)       | María Josefa de la Cótera y Calvo III marquesa de Rivas Cacho (1764-1823)       | María Josefa de la Cótera y Calvo III marquesa de Rivas Cacho (1764-1823)                          | María Josefa de la Cótera y Calvo III marquesa de Rivas Cacho (1764-1823)                          | | | Ignacio Leonel de Cervantes y Padilla Conde de Santiago Marqués de Salinas Adelantado Mayor Perpetuo de las Islas Filipinas (1762-1812) | Ignacio Leonel de Cervantes y Padilla Conde de Santiago Marqués de Salinas Adelantado Mayor Perpetuo de las Islas Filipinas (1762-1812) | Ignacio Leonel de Cervantes y Padilla Conde de Santiago Marqués de Salinas Adelantado Mayor Perpetuo de las Islas Filipinas (1762-1812) | Ignacio Leonel de Cervantes y Padilla Conde de Santiago Marqués de Salinas Adelantado Mayor Perpetuo de las Islas Filipinas (1762-1812) | Ignacio Leonel de Cervantes y Padilla Conde de Santiago Marqués de Salinas Adelantado Mayor Perpetuo de las Islas Filipinas (1762-1812) | Ignacio Leonel de Cervantes y Padilla Conde de Santiago Marqués de Salinas Adelantado Mayor Perpetuo de las Islas Filipinas (1762-1812) |                                                                   |                                                                   | María Ana de Padilla y Cotera VI marquesa de Santa Fe de Guardiola (1774-?)                             | María Ana de Padilla y Cotera VI marquesa de Santa Fe de Guardiola (1774-?)                             | María Ana de Padilla y Cotera VI marquesa de Santa Fe de Guardiola (1774-?)                             | María Ana de Padilla y Cotera VI marquesa de Santa Fe de Guardiola (1774-?)                             | María Ana de Padilla y Cotera VI marquesa de Santa Fe de Guardiola (1774-?)                             | María Ana de Padilla y Cotera VI marquesa de Santa Fe de Guardiola (1774-?)                             |                                                                                                   |                                                                                                   |                                                                                                   |                                                                                                   |                                                                                       |                                                                                       |                                                                                       |                                                                                       |                                                             |                                                             |                                                             |                                                             |  |  |                                                                      |                                                                      |                                                                      |                                                                      |                                                                      |                                                                      |  |  |  |  |  |  |  |  |  |  |  |  |  |  |  |  |  |  |
|  |  |                                                                                           |                                                                                 |                                                                                 |                                                                                 | | | | | | | | | | |                                                                   |                                                                   | | | | | | |                                                                                                   |                                                                                                   |                                                                                                   |                                                                                                   |                                                                                       |                                                                                       |                                                                                       |                                                                                       |                                                             |                                                             |                                                             |                                                             |  |  |                                                                      |                                                                      |                                                                      |                                                                      |                                                                      |                                                                      |  |  |  |  |  |  |  |  |  |  |  |  |  |  |  |  |  |  |
|  |  | Manuela Ozta y de la Cótera (1797-1863)                                                   | Manuela Ozta y de la Cótera (1797-1863)                                         | Manuela Ozta y de la Cótera (1797-1863)                                         | Manuela Ozta y de la Cótera (1797-1863)                                         | Manuela Ozta y de la Cótera (1797-1863)                                                            | Manuela Ozta y de la Cótera (1797-1863)                                                            | | | Rafael de Cervantes y Velasco (1802-1850)                                                                                               | Rafael de Cervantes y Velasco (1802-1850)                                                                                               | Rafael de Cervantes y Velasco (1802-1850)                                                                                               | Rafael de Cervantes y Velasco (1802-1850)                                                                                               | Rafael de Cervantes y Velasco (1802-1850)                                                                                               | Rafael de Cervantes y Velasco (1802-1850)                                                                                               |                                                                   |                                                                   | Manuel Mariano de Ceballos y Padilla VII marqués de Santa Fe de Guardiola (1793-?)                      | Manuel Mariano de Ceballos y Padilla VII marqués de Santa Fe de Guardiola (1793-?)                      | Manuel Mariano de Ceballos y Padilla VII marqués de Santa Fe de Guardiola (1793-?)                      | Manuel Mariano de Ceballos y Padilla VII marqués de Santa Fe de Guardiola (1793-?)                      | Manuel Mariano de Ceballos y Padilla VII marqués de Santa Fe de Guardiola (1793-?)                      | Manuel Mariano de Ceballos y Padilla VII marqués de Santa Fe de Guardiola (1793-?)                      |                                                                                                   |                                                                                                   | María de Guadalupe de Ceballos y Padilla X marquesa de Santa Fe de Guardiola (1808-?)             | María de Guadalupe de Ceballos y Padilla X marquesa de Santa Fe de Guardiola (1808-?)             | María de Guadalupe de Ceballos y Padilla X marquesa de Santa Fe de Guardiola (1808-?) | María de Guadalupe de Ceballos y Padilla X marquesa de Santa Fe de Guardiola (1808-?) | María de Guadalupe de Ceballos y Padilla X marquesa de Santa Fe de Guardiola (1808-?) | María de Guadalupe de Ceballos y Padilla X marquesa de Santa Fe de Guardiola (1808-?) |                                                             |                                                             |                                                             |                                                             |  |  |                                                                      |                                                                      |                                                                      |                                                                      |                                                                      |                                                                      |  |  |  |  |  |  |  |  |  |  |  |  |  |  |  |  |  |  |
|  |  | Manuela Ozta y de la Cótera (1797-1863)                                                   | Manuela Ozta y de la Cótera (1797-1863)                                         | Manuela Ozta y de la Cótera (1797-1863)                                         | Manuela Ozta y de la Cótera (1797-1863)                                         | Manuela Ozta y de la Cótera (1797-1863)                                                            | Manuela Ozta y de la Cótera (1797-1863)                                                            | | | Rafael de Cervantes y Velasco (1802-1850)                                                                                               | Rafael de Cervantes y Velasco (1802-1850)                                                                                               | Rafael de Cervantes y Velasco (1802-1850)                                                                                               | Rafael de Cervantes y Velasco (1802-1850)                                                                                               | Rafael de Cervantes y Velasco (1802-1850)                                                                                               | Rafael de Cervantes y Velasco (1802-1850)                                                                                               |                                                                   |                                                                   | Manuel Mariano de Ceballos y Padilla VII marqués de Santa Fe de Guardiola (1793-?)                      | Manuel Mariano de Ceballos y Padilla VII marqués de Santa Fe de Guardiola (1793-?)                      | Manuel Mariano de Ceballos y Padilla VII marqués de Santa Fe de Guardiola (1793-?)                      | Manuel Mariano de Ceballos y Padilla VII marqués de Santa Fe de Guardiola (1793-?)                      | Manuel Mariano de Ceballos y Padilla VII marqués de Santa Fe de Guardiola (1793-?)                      | Manuel Mariano de Ceballos y Padilla VII marqués de Santa Fe de Guardiola (1793-?)                      |                                                                                                   |                                                                                                   | María de Guadalupe de Ceballos y Padilla X marquesa de Santa Fe de Guardiola (1808-?)             | María de Guadalupe de Ceballos y Padilla X marquesa de Santa Fe de Guardiola (1808-?)             | María de Guadalupe de Ceballos y Padilla X marquesa de Santa Fe de Guardiola (1808-?) | María de Guadalupe de Ceballos y Padilla X marquesa de Santa Fe de Guardiola (1808-?) | María de Guadalupe de Ceballos y Padilla X marquesa de Santa Fe de Guardiola (1808-?) | María de Guadalupe de Ceballos y Padilla X marquesa de Santa Fe de Guardiola (1808-?) |                                                             |                                                             |                                                             |                                                             |  |  |                                                                      |                                                                      |                                                                      |                                                                      |                                                                      |                                                                      |  |  |  |  |  |  |  |  |  |  |  |  |  |  |  |  |  |  |
|  |  |                                                                                           |                                                                                 |                                                                                 |                                                                                 | | | | | | | | | | |                                                                   |                                                                   | | | | | | |                                                                                                   |                                                                                                   |                                                                                                   |                                                                                                   |                                                                                       |                                                                                       |                                                                                       |                                                                                       |                                                             |                                                             |                                                             |                                                             |  |  |                                                                      |                                                                      |                                                                      |                                                                      |                                                                      |                                                                      |  |  |  |  |  |  |  |  |  |  |  |  |  |  |  |  |  |  |
|  |  |                                                                                           |                                                                                 |                                                                                 |                                                                                 | | | | | | | | | | |                                                                   |                                                                   | | | | | | |                                                                                                   |                                                                                                   |                                                                                                   |                                                                                                   |                                                                                       |                                                                                       |                                                                                       |                                                                                       |                                                             |                                                             |                                                             |                                                             |  |  |                                                                      |                                                                      |                                                                      |                                                                      |                                                                      |                                                                      |  |  |  |  |  |  |  |  |  |  |  |  |  |  |  |  |  |  |
|  |  |                                                                                           |                                                                                 |                                                                                 |                                                                                 | José Javier de Cervantes y Ozta XI marqués de Santa Fe de Guardiola (1829-1888)                    | José Javier de Cervantes y Ozta XI marqués de Santa Fe de Guardiola (1829-1888)                    | José Javier de Cervantes y Ozta XI marqués de Santa Fe de Guardiola (1829-1888)                    | José Javier de Cervantes y Ozta XI marqués de Santa Fe de Guardiola (1829-1888)                    | José Javier de Cervantes y Ozta XI marqués de Santa Fe de Guardiola (1829-1888)                                                         | José Javier de Cervantes y Ozta XI marqués de Santa Fe de Guardiola (1829-1888)                                                         | | | | |                                                                   |                                                                   | Luis de Ceballos y Tovar VIII marqués de Santa Fe de Guardiola                                          | Luis de Ceballos y Tovar VIII marqués de Santa Fe de Guardiola                                          | Luis de Ceballos y Tovar VIII marqués de Santa Fe de Guardiola                                          | Luis de Ceballos y Tovar VIII marqués de Santa Fe de Guardiola                                          | Luis de Ceballos y Tovar VIII marqués de Santa Fe de Guardiola                                          | Luis de Ceballos y Tovar VIII marqués de Santa Fe de Guardiola                                          |                                                                                                   |                                                                                                   | María de Guadalupe de Ceballos y Tovar IX marquesa de Santa Fe de Guardiola (1813-?)              | María de Guadalupe de Ceballos y Tovar IX marquesa de Santa Fe de Guardiola (1813-?)              | María de Guadalupe de Ceballos y Tovar IX marquesa de Santa Fe de Guardiola (1813-?)  | María de Guadalupe de Ceballos y Tovar IX marquesa de Santa Fe de Guardiola (1813-?)  | María de Guadalupe de Ceballos y Tovar IX marquesa de Santa Fe de Guardiola (1813-?)  | María de Guadalupe de Ceballos y Tovar IX marquesa de Santa Fe de Guardiola (1813-?)  |                                                             |                                                             |                                                             |                                                             |  |  |                                                                      |                                                                      |                                                                      |                                                                      |                                                                      |                                                                      |  |  |  |  |  |  |  |  |  |  |  |  |  |  |  |  |  |  |
|  |  |                                                                                           |                                                                                 |                                                                                 |                                                                                 | José Javier de Cervantes y Ozta XI marqués de Santa Fe de Guardiola (1829-1888)                    | José Javier de Cervantes y Ozta XI marqués de Santa Fe de Guardiola (1829-1888)                    | José Javier de Cervantes y Ozta XI marqués de Santa Fe de Guardiola (1829-1888)                    | José Javier de Cervantes y Ozta XI marqués de Santa Fe de Guardiola (1829-1888)                    | José Javier de Cervantes y Ozta XI marqués de Santa Fe de Guardiola (1829-1888)                                                         | José Javier de Cervantes y Ozta XI marqués de Santa Fe de Guardiola (1829-1888)                                                         | | | | |                                                                   |                                                                   | Luis de Ceballos y Tovar VIII marqués de Santa Fe de Guardiola                                          | Luis de Ceballos y Tovar VIII marqués de Santa Fe de Guardiola                                          | Luis de Ceballos y Tovar VIII marqués de Santa Fe de Guardiola                                          | Luis de Ceballos y Tovar VIII marqués de Santa Fe de Guardiola                                          | Luis de Ceballos y Tovar VIII marqués de Santa Fe de Guardiola                                          | Luis de Ceballos y Tovar VIII marqués de Santa Fe de Guardiola                                          |                                                                                                   |                                                                                                   | María de Guadalupe de Ceballos y Tovar IX marquesa de Santa Fe de Guardiola (1813-?)              | María de Guadalupe de Ceballos y Tovar IX marquesa de Santa Fe de Guardiola (1813-?)              | María de Guadalupe de Ceballos y Tovar IX marquesa de Santa Fe de Guardiola (1813-?)  | María de Guadalupe de Ceballos y Tovar IX marquesa de Santa Fe de Guardiola (1813-?)  | María de Guadalupe de Ceballos y Tovar IX marquesa de Santa Fe de Guardiola (1813-?)  | María de Guadalupe de Ceballos y Tovar IX marquesa de Santa Fe de Guardiola (1813-?)  |                                                             |                                                             |                                                             |                                                             |  |  |                                                                      |                                                                      |                                                                      |                                                                      |                                                                      |                                                                      |  |  |  |  |  |  |  |  |  |  |  |  |  |  |  |  |  |  |
|  |  |                                                                                           |                                                                                 |                                                                                 |                                                                                 | Javier de Cervantes y Vivanco "XII marqués de Santa Fe de Guardiola" (1866-1934)                   | | | | | | | | | |                                                                   |                                                                   | | | | | | |                                                                                                   |                                                                                                   |                                                                                                   |                                                                                                   |                                                                                       |                                                                                       |                                                                                       |                                                                                       |                                                             |                                                             |                                                             |                                                             |  |  |                                                                      |                                                                      |                                                                      |                                                                      |                                                                      |                                                                      |  |  |  |  |  |  |  |  |  |  |  |  |  |  |  |  |  |  |
|  |  |                                                                                           |                                                                                 |                                                                                 |                                                                                 | | | | | | | | | | |                                                                   |                                                                   | | | | | | |                                                                                                   |                                                                                                   |                                                                                                   |                                                                                                   |                                                                                       |                                                                                       |                                                                                       |                                                                                       |                                                             |                                                             |                                                             |                                                             |  |  |                                                                      |                                                                      |                                                                      |                                                                      |                                                                      |                                                                      |  |  |  |  |  |  |  |  |  |  |  |  |  |  |  |  |  |  |
|  |  |                                                                                           |                                                                                 |                                                                                 |                                                                                 | Alfonso Cervantes y Anaya (1904-1986)                                                              | | | | | | | | | |                                                                   |                                                                   | | | | | | |                                                                                                   |                                                                                                   |                                                                                                   |                                                                                                   |                                                                                       |                                                                                       |                                                                                       |                                                                                       |                                                             |                                                             |                                                             |                                                             |  |  |                                                                      |                                                                      |                                                                      |                                                                      |                                                                      |                                                                      |  |  |  |  |  |  |  |  |  |  |  |  |  |  |  |  |  |  |
|  |  |                                                                                           |                                                                                 |                                                                                 |                                                                                 | | | | | | | | | | |                                                                   |                                                                   | | | | | | |                                                                                                   |                                                                                                   |                                                                                                   |                                                                                                   |                                                                                       |                                                                                       |                                                                                       |                                                                                       |                                                             |                                                             |                                                             |                                                             |  |  |                                                                      |                                                                      |                                                                      |                                                                      |                                                                      |                                                                      |  |  |  |  |  |  |  |  |  |  |  |  |  |  |  |  |  |  |
|  |  |                                                                                           |                                                                                 |                                                                                 |                                                                                 | | | | | | | | | | |                                                                   |                                                                   | | | | | | |                                                                                                   |                                                                                                   |                                                                                                   |                                                                                                   |                                                                                       |                                                                                       |                                                                                       |                                                                                       |                                                             |                                                             |                                                             |                                                             |  |  |                                                                      |                                                                      |                                                                      |                                                                      |                                                                      |                                                                      |  |  |  |  |  |  |  |  |  |  |  |  |  |  |  |  |  |  |
|  |  |                                                                                           |                                                                                 |                                                                                 |                                                                                 | María Teresa Cervantes y Riba VII marquesa de Rivas Cacho VI condesa de Presa de Jalpa (1932-2016) | María Teresa Cervantes y Riba VII marquesa de Rivas Cacho VI condesa de Presa de Jalpa (1932-2016) | María Teresa Cervantes y Riba VII marquesa de Rivas Cacho VI condesa de Presa de Jalpa (1932-2016) | María Teresa Cervantes y Riba VII marquesa de Rivas Cacho VI condesa de Presa de Jalpa (1932-2016) | María Teresa Cervantes y Riba VII marquesa de Rivas Cacho VI condesa de Presa de Jalpa (1932-2016)                                      | María Teresa Cervantes y Riba VII marquesa de Rivas Cacho VI condesa de Presa de Jalpa (1932-2016)                                      | | | | |                                                                   |                                                                   | | | | | María del Carmen Cervantes y Riba Duquesa de Regla Marquesa de Guadalupe Gallardo (1934-)               | María del Carmen Cervantes y Riba Duquesa de Regla Marquesa de Guadalupe Gallardo (1934-)               | María del Carmen Cervantes y Riba Duquesa de Regla Marquesa de Guadalupe Gallardo (1934-)         | María del Carmen Cervantes y Riba Duquesa de Regla Marquesa de Guadalupe Gallardo (1934-)         | María del Carmen Cervantes y Riba Duquesa de Regla Marquesa de Guadalupe Gallardo (1934-)         | María del Carmen Cervantes y Riba Duquesa de Regla Marquesa de Guadalupe Gallardo (1934-)         |                                                                                       |                                                                                       | Alfonso Cervantes y Riba (1936-2012)                                                  | Alfonso Cervantes y Riba (1936-2012)                                                  | Alfonso Cervantes y Riba (1936-2012)                        | Alfonso Cervantes y Riba (1936-2012)                        | Alfonso Cervantes y Riba (1936-2012)                        | Alfonso Cervantes y Riba (1936-2012)                        |  |  |                                                                      |                                                                      |                                                                      |                                                                      |                                                                      |                                                                      |  |  |  |  |  |  |  |  |  |  |  |  |  |  |  |  |  |  |
|  |  |                                                                                           |                                                                                 |                                                                                 |                                                                                 | María Teresa Cervantes y Riba VII marquesa de Rivas Cacho VI condesa de Presa de Jalpa (1932-2016) | María Teresa Cervantes y Riba VII marquesa de Rivas Cacho VI condesa de Presa de Jalpa (1932-2016) | María Teresa Cervantes y Riba VII marquesa de Rivas Cacho VI condesa de Presa de Jalpa (1932-2016) | María Teresa Cervantes y Riba VII marquesa de Rivas Cacho VI condesa de Presa de Jalpa (1932-2016) | María Teresa Cervantes y Riba VII marquesa de Rivas Cacho VI condesa de Presa de Jalpa (1932-2016)                                      | María Teresa Cervantes y Riba VII marquesa de Rivas Cacho VI condesa de Presa de Jalpa (1932-2016)                                      | | | | |                                                                   |                                                                   | | | | | María del Carmen Cervantes y Riba Duquesa de Regla Marquesa de Guadalupe Gallardo (1934-)               | María del Carmen Cervantes y Riba Duquesa de Regla Marquesa de Guadalupe Gallardo (1934-)               | María del Carmen Cervantes y Riba Duquesa de Regla Marquesa de Guadalupe Gallardo (1934-)         | María del Carmen Cervantes y Riba Duquesa de Regla Marquesa de Guadalupe Gallardo (1934-)         | María del Carmen Cervantes y Riba Duquesa de Regla Marquesa de Guadalupe Gallardo (1934-)         | María del Carmen Cervantes y Riba Duquesa de Regla Marquesa de Guadalupe Gallardo (1934-)         |                                                                                       |                                                                                       | Alfonso Cervantes y Riba (1936-2012)                                                  | Alfonso Cervantes y Riba (1936-2012)                                                  | Alfonso Cervantes y Riba (1936-2012)                        | Alfonso Cervantes y Riba (1936-2012)                        | Alfonso Cervantes y Riba (1936-2012)                        | Alfonso Cervantes y Riba (1936-2012)                        |  |  |                                                                      |                                                                      |                                                                      |                                                                      |                                                                      |                                                                      |  |  |  |  |  |  |  |  |  |  |  |  |  |  |  |  |  |  |
|  |  |                                                                                           |                                                                                 |                                                                                 |                                                                                 | | | | | | | | | | |                                                                   |                                                                   | | | | | | |                                                                                                   |                                                                                                   |                                                                                                   |                                                                                                   |                                                                                       |                                                                                       |                                                                                       |                                                                                       |                                                             |                                                             |                                                             |                                                             |  |  |                                                                      |                                                                      |                                                                      |                                                                      |                                                                      |                                                                      |  |  |  |  |  |  |  |  |  |  |  |  |  |  |  |  |  |  |
|  |  |                                                                                           |                                                                                 |                                                                                 |                                                                                 | José Ignacio Conde y Cervantes VIII marqués de Rivas Cacho VII conde de Presa de Jalpa (1960-)     | José Ignacio Conde y Cervantes VIII marqués de Rivas Cacho VII conde de Presa de Jalpa (1960-)     | José Ignacio Conde y Cervantes VIII marqués de Rivas Cacho VII conde de Presa de Jalpa (1960-)     | José Ignacio Conde y Cervantes VIII marqués de Rivas Cacho VII conde de Presa de Jalpa (1960-)     | José Ignacio Conde y Cervantes VIII marqués de Rivas Cacho VII conde de Presa de Jalpa (1960-)                                          | José Ignacio Conde y Cervantes VIII marqués de Rivas Cacho VII conde de Presa de Jalpa (1960-)                                          | | | María Teresa Conde y Cervantes IX marquesa de Rivas Cacho (1962-)                                                                       | María Teresa Conde y Cervantes IX marquesa de Rivas Cacho (1962-)                                                                       | María Teresa Conde y Cervantes IX marquesa de Rivas Cacho (1962-) | María Teresa Conde y Cervantes IX marquesa de Rivas Cacho (1962-) | María Teresa Conde y Cervantes IX marquesa de Rivas Cacho (1962-)                                       | María Teresa Conde y Cervantes IX marquesa de Rivas Cacho (1962-)                                       | | | Justo Fernández del Valle y Cervantes VI duque de Regla VII marqués de Guadalupe Gallardo (1962-)       | Justo Fernández del Valle y Cervantes VI duque de Regla VII marqués de Guadalupe Gallardo (1962-)       | Justo Fernández del Valle y Cervantes VI duque de Regla VII marqués de Guadalupe Gallardo (1962-) | Justo Fernández del Valle y Cervantes VI duque de Regla VII marqués de Guadalupe Gallardo (1962-) | Justo Fernández del Valle y Cervantes VI duque de Regla VII marqués de Guadalupe Gallardo (1962-) | Justo Fernández del Valle y Cervantes VI duque de Regla VII marqués de Guadalupe Gallardo (1962-) |                                                                                       |                                                                                       | Alfonso Cervantes Sánchez-Navarro X conde de Echauz (1962-)                           | Alfonso Cervantes Sánchez-Navarro X conde de Echauz (1962-)                           | Alfonso Cervantes Sánchez-Navarro X conde de Echauz (1962-) | Alfonso Cervantes Sánchez-Navarro X conde de Echauz (1962-) | Alfonso Cervantes Sánchez-Navarro X conde de Echauz (1962-) | Alfonso Cervantes Sánchez-Navarro X conde de Echauz (1962-) |  |  | Juan Pablo Cervantes Sánchez-Navarro XVIII conde de Triviana (1968-) | Juan Pablo Cervantes Sánchez-Navarro XVIII conde de Triviana (1968-) | Juan Pablo Cervantes Sánchez-Navarro XVIII conde de Triviana (1968-) | Juan Pablo Cervantes Sánchez-Navarro XVIII conde de Triviana (1968-) | Juan Pablo Cervantes Sánchez-Navarro XVIII conde de Triviana (1968-) | Juan Pablo Cervantes Sánchez-Navarro XVIII conde de Triviana (1968-) |  |  |  |  |  |  |  |  |  |  |  |  |  |  |  |  |  |  |

Durante el siglo XIX y a raíz de la Independencia de México, el título de Marqués de Santa Fe de Guardiola y el Marqués de Rivascacho cayeron en desuso. En el siglo XX fueron rehabilitados en España; el primero por María de las Angustias Pérez del Pulgar y Alba, y lo ostenta actualmente Alfonso de Borbón y Sanchiz; el segundo fue rehabilitado por María Teresa Cervantes y Riba en 1995.

## Heráldica

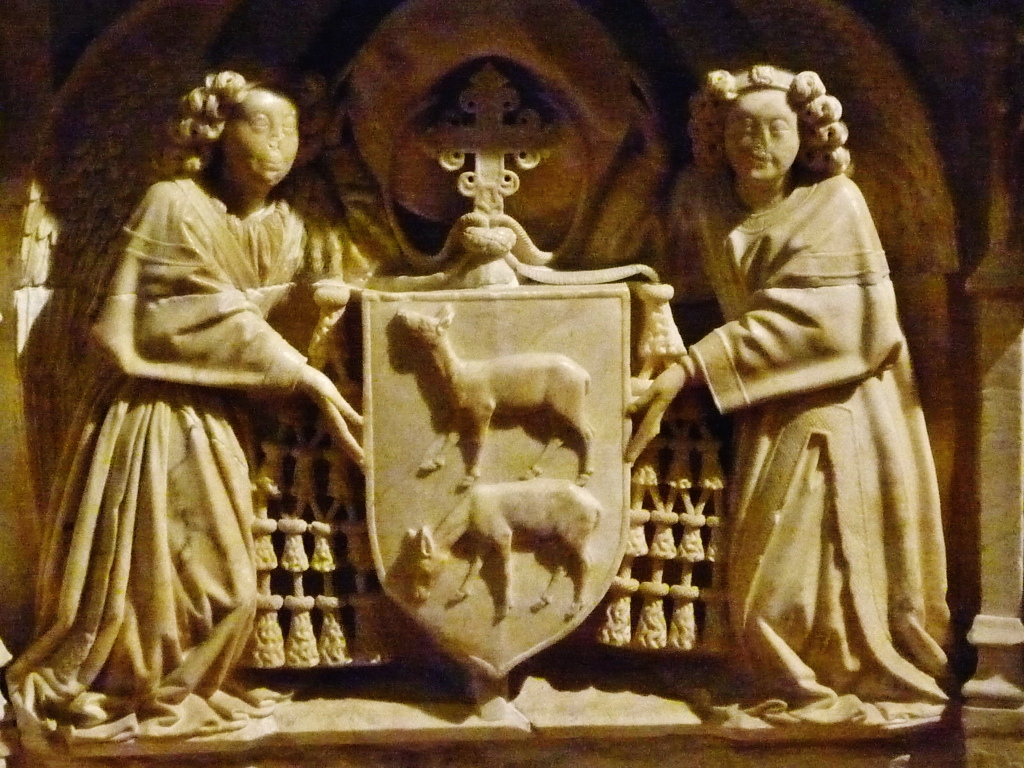
Escudo de los Cervantes en la capilla de San Hermenegildo en la Catedral de Sevilla.

Sobre sinople dos siervos de oro puestos en palo uno guardando y el otro pastando. Con bordura de oro.

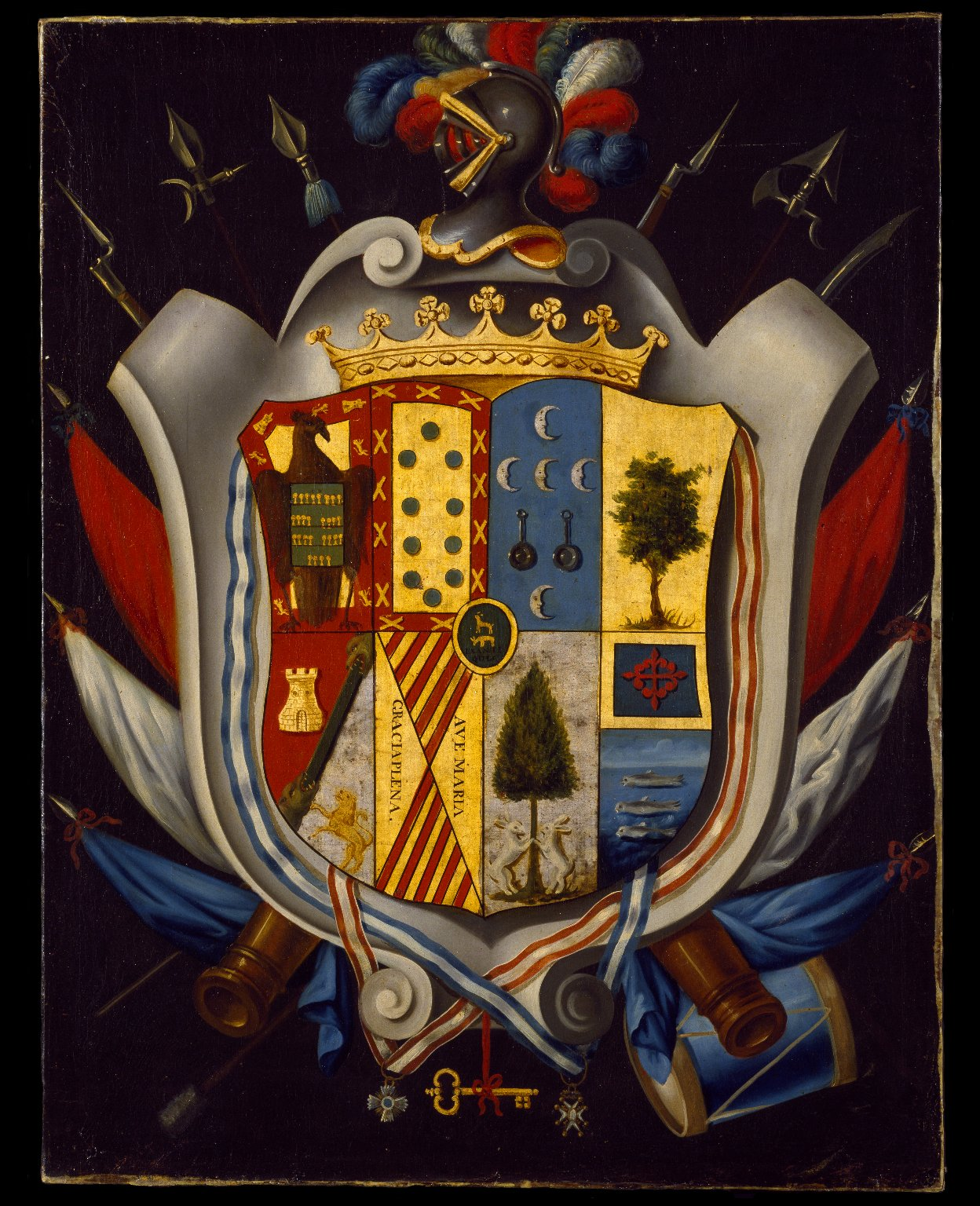
Escudo de los Cervantes como Condes de Santiago.